# パンアメリカン航空
パンアメリカン航空（パンアメリカンこうくう、英語: Pan American Airways/Pan American World Airways、通称：パンナム、Pan Am）は、1927年から1991年まで存在したアメリカ合衆国の航空会社。1930年代から1980年代にかけて名実ともにアメリカのフラッグ・キャリアとして広範の路線網を展開し、世界の航空業界に対して非常に高い影響力を有していたが、航空自由化の進行と高コスト体質の改善失敗によって経営が悪化し、1991年に破産して消滅した。
「パンナム」は日本での呼び方であり、当時の日本でのCMや広告でも「パンナム」を使用していたが、より英語に近い発音は「パナム（ˌpæˈnæm）」である。

## 概説
民間航空が先進国で盛んになってきた1927年3月14日、フロリダ州において、外国郵便輸送に応札するために実業家グループによって設立された。最初はアメリカからキューバのハバナを結ぶ航空郵便から始め、その後カリブ海路線ならびに南アメリカを結ぶ国際線を運航し、1930年代には路線網をヨーロッパやアジア太平洋地域をはじめとした世界各国へ拡大した。
当時の会長で経営者であるファン・トリップの強力なリーダーシップとアメリカ政府の庇護の元、国際航空の黎明期である1930年代から、第二次世界大戦や冷戦期を挟み、海外旅行の大衆化、低価格化が進んだ1980年代にかけて、名実ともにアメリカのフラッグ・キャリアとして世界中に広範な路線網を広げていた。
アメリカの航空政策により国内線をほとんど持たなかったものの、アメリカのみならず世界の航空業界内での影響力も大きく、アメリカ初のジェット旅客機であるボーイング707や、世界最初の超大型ジェット旅客機であるボーイング747といったボーイングを代表する機材の開発を後押しした他、世界一周路線の運航やビジネスクラスの導入、機内食調理工場の世界の主要都市への展開、系列ホテルチェーン「インターコンチネンタルホテル」の世界的展開など、後にトランスワールド航空や日本航空、エールフランスなど他の航空会社が後追いして取り入れたビジネスモデルを率先して取り入れた。
しかし、1970年代にジミー・カーター政権下で導入された航空自由化政策「ディレギュレーション」の施行と、その結果により競争激化と航空運賃の低下が起こった。また競争激化に勝つべく中堅国内航空会社を買収したが、自社の組合員の悪あがきで高コストの経営体質を改善できなかったことにより1980年代に入り急激に経営が悪化。
1983年には国際航空運送協会の統計による旅客・貨物輸送実績世界一の座を、日本のフラッグ・キャリアである日本航空に明け渡した上、1985年にはドル箱の日本を含む太平洋路線をユナイテッド航空に売却し経営の効率化を図ろうとしたが、そのような中で1988年に発生したパンアメリカン航空103便爆破事件（ロッカビー事件）と1990年の湾岸戦争が追い打ちとなり、1991年12月4日に破産し、会社は消滅した。
その強力な知名度を生かすべく、ブランドとロゴ使用の権利を引き継いだ別会社が同じ塗装とブランドで近距離国際線と国内線を運航し、形だけは一時的に復活していたものの、結局経営を軌道に乗せることはままならず、2008年2月一杯で運航停止となっており、現在同名の航空会社としての運航は行われていない。

## 歴史年表
- 1927年： 「Pan American Airways」設立。同年にフロリダ州キー・ウェスト - キューバ共和国ハバナ便を開設。その後、アメリカ政府の補助金でアルゼンチンやブラジル行き飛行艇便を開設。
- 1929年： メキシカーナ航空を買収。
- 1932年： キューバのクバーナ航空を買収。
- 1933年： 中華民国の中国航空集団を買収。
- 1935年： サンフランシスコ - ホノルル - マニラ - 香港の世界最初の太平洋横断航空便を開設。
- 1937年： 世界最初の大西洋横断航空を開設。
- 1941年： 第二次世界大戦にアメリカも参戦。香港でシコルスキー S-42「ホンコン・クリッパー」を日本軍が破壊。
- 1943年： ベネズエラのアベンサ航空の開業に参画。
- 1946年： 新規にホテル部門を「InterContinental Hotel」（現インターコンチネンタルホテルズグループ）と命名して設立。
- 1947年： 日本の東京国際空港に乗り入れ開始。
- 1949年： ミドル・イースト航空に投資するとともに経営に参画。
- 1950年： アメリカン航空の国際線部門であるアメリカン・オーバーシーズ航空を買収。
- 1950年:　「Pan American World Airways」に社名変更。
- 1958年： アメリカ初のジェット旅客機・ボーイング707がニューヨーク - パリ線に就航。
- 1959年： KRT→TBS系列で放映された『兼高かおる世界の旅』の協賛となる。
- 1961年： 大相撲の賛助になり、パンアメリカン航空賞の授与が始まる。「ヒョー、ショー、ジョォー」で始まるデビッド・ジョーンズ極東地区広報担当支配人の独特の口調が有名に。
- 1963年： マンハッタン島のパンナムビル（現在のメットライフビル）竣工。
- 1970年： ボーイング747「ジャンボジェット」大型ジェット旅客機をニューヨーク - ロンドン線に就航。
- 1976年： ボーイング747SPにより東京 - ニューヨーク直行便を開始。
- 1977年： スペイン領カナリア諸島テネリフェ空港でKLM機と衝突する事故が発生。航空史上最悪の死者数を出した事故。
- 1980年： ナショナル航空を吸収合併し国内線を強化。
- 1983年： 国際航空運送協会の統計による旅客・貨物輸送実績世界一の座を、日本のフラッグ・キャリアの日本航空に明け渡す。
- 1985年： 太平洋路線と機材、従業員などをユナイテッド航空へ売却。これにより日本路線の自社運航からも撤退。
- 1988年： 英国・スコットランド上空でパンアメリカン航空103便爆破事件が発生。
- 1990年： ロンドン・ヒースロー空港のハブと以遠権をユナイテッド航空へ売却。
- 1990年： 西ドイツと東ドイツ間の路線運航権をルフトハンザドイツ航空に売却。
- 1991年： 1月8日に連邦倒産法の適用を申請。その後フランクフルト国際空港のハブとヨーロッパ路線、ニューヨークとボストンおよびワシントンD.C.との間のシャトル便、「パンナム・ワールドポート」をデルタ航空へ売却。中南米路線をユナイテッド航空へ譲渡。
- 1991年： 12月4日に破産し、運航を停止。その後破産管財人によりマイアミ国際空港のターミナルをアメリカン航空とユナイテッド航空へ譲渡。

## 歴史

### 創設期

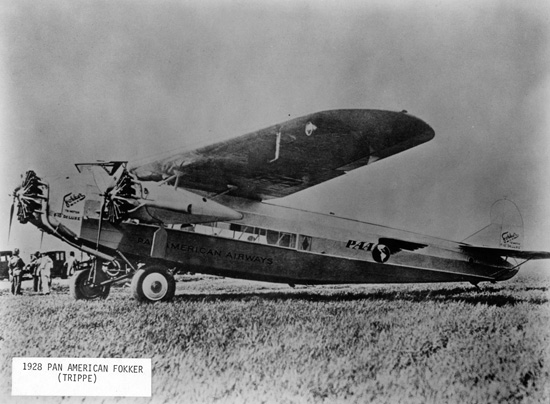
フォッカー F.1（1928年）

1927年3月14日にヘンリー・アーノルドとカール・A・スパッツ、ジョン・H・ジョーエットの3人により、アメリカとキューバの間での航空郵便業務を行うことを目的に、フロリダ州のマイアミを拠点に創設された。
創設後にアメリカとキューバの間の航空郵便業務をアメリカ政府より受託し、同年10月にはフォッカー F.7で、キーウェストとハバナ間に就航した。
その後W・アヴェレル・ハリマンやコーネリアス・ヴァンダービルト・ホイットニーなどとの関係も深いなど、政界や経済界との関係が深かった実業家で、アビエーション・コーポレーション・オブ・アメリカズの大株主であるファン・トリップの指揮の元、1928年6月23日には同社と合併するなど経営基盤を盤石なものとした。
その後は創設の目的であるキューバ路線や、アメリカの植民地であるプエルトリコ路線やパナマをはじめとするカリブ海周辺の路線の開設を皮切りに、東海岸を中心とした国内線にも参入し、フォッカー F.10やフォード トライモータなどの最新鋭機を導入し、その路線網を着実に拡大して行った。

### 南アメリカ線参入

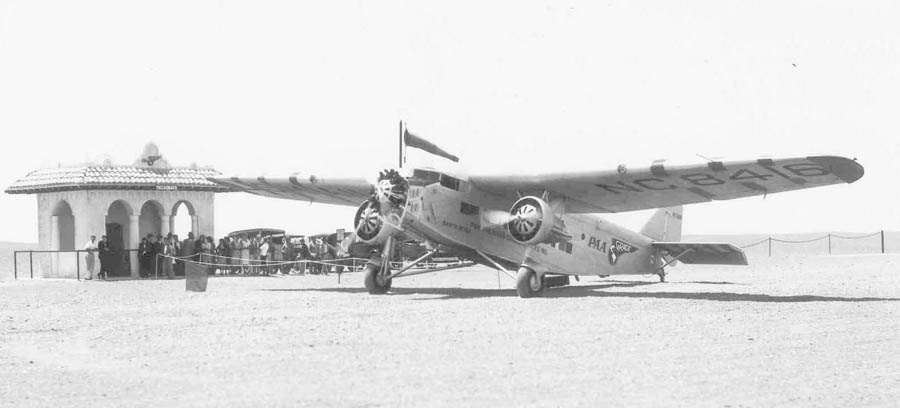
パンアメリカン・グレース・エアウェイズのフォード トライモータ

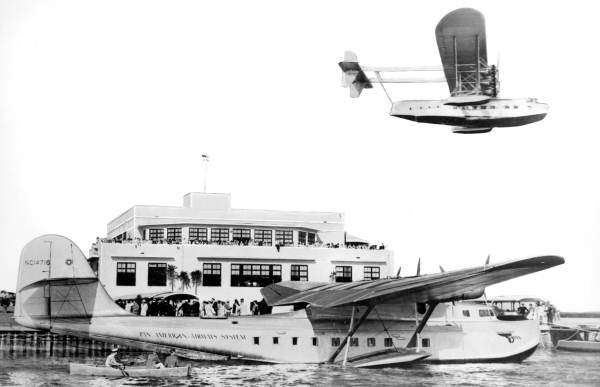
マイアミのディナー・キーにあった専用ターミナルとシコルスキーS-40

1920年代後半から1930年代にかけては、チャールズ・リンドバーグを顧問に迎え、フロリダ州からのカリブ海路線以外にも当時アメリカがその影響力を増していた中南米路線を積極的に拡大するとともに、アルゼンチンやチリ、メキシコやブラジルなどの南アメリカへの長距離国際線の路線権を獲得する。
さらに、キューバのクバーナ航空や、ブラジルのパンエア、メキシコのメヒカーナ航空など、それらの国々の航空会社を次々と買収しその路線網を拡充していく。
1929年には当時アメリカとカリブ海沿岸諸国、南アメリカ諸国を結ぶ客船ルートを多数運航していたアメリカのグレース・シッピングと合弁会社のパンアメリカン・グレース・エアウェイズ（「パナグラ（Panagra）」として知られた）を設立し、客船との接続ルートを運航した。なおパナグラは1968年まで経営された。
なお陸上機による路線網もあったものの、当時は短距離から中長距離路線に至るまで飛行艇による運航が中心であり、マイアミ港に設けられた専用空港を中心に路線網を構築していた。

### 船舶用語の使用
また、そもそもは船舶用語である「シップ」、「クルー」、「パーサー」、「キャプテン」などの呼称を、この頃より自社の飛行機や乗務員に使い始めた。これらは100年が経った今も航空業界で広く使われている。

### 太平洋横断路線開設

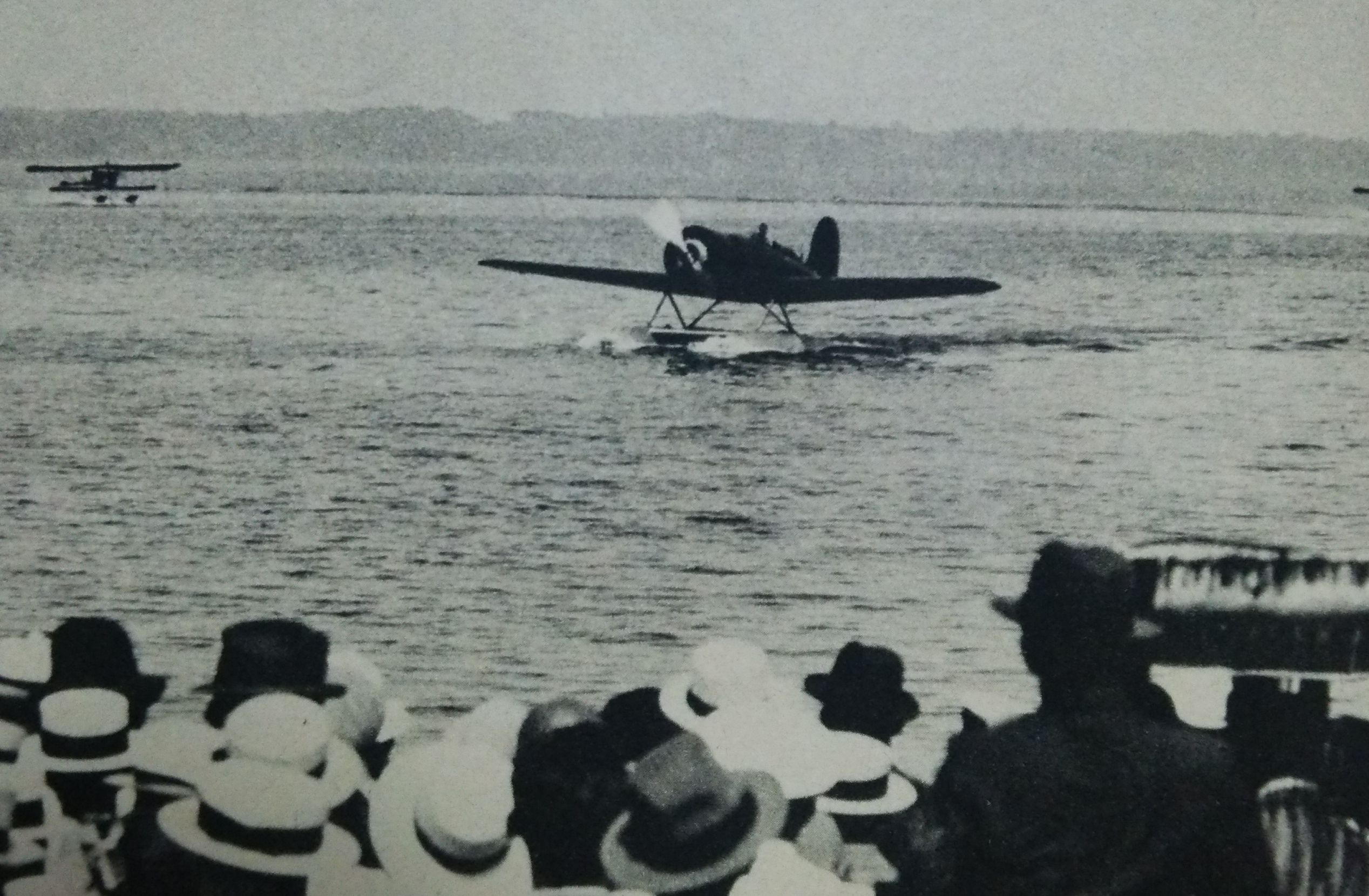
霞ヶ浦に到着したリンドバーグ夫妻

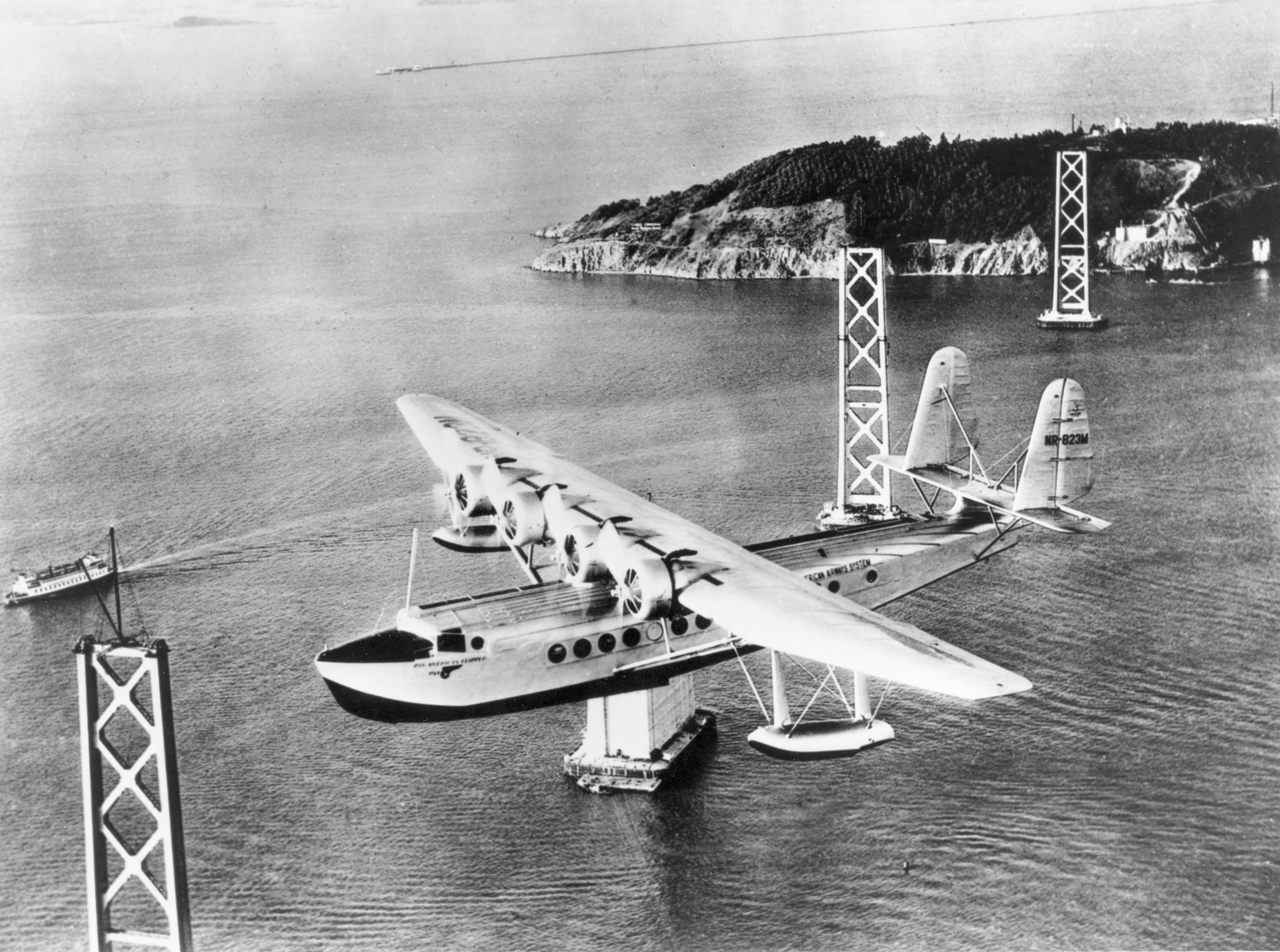
シコルスキーS-42飛行艇（1934年）

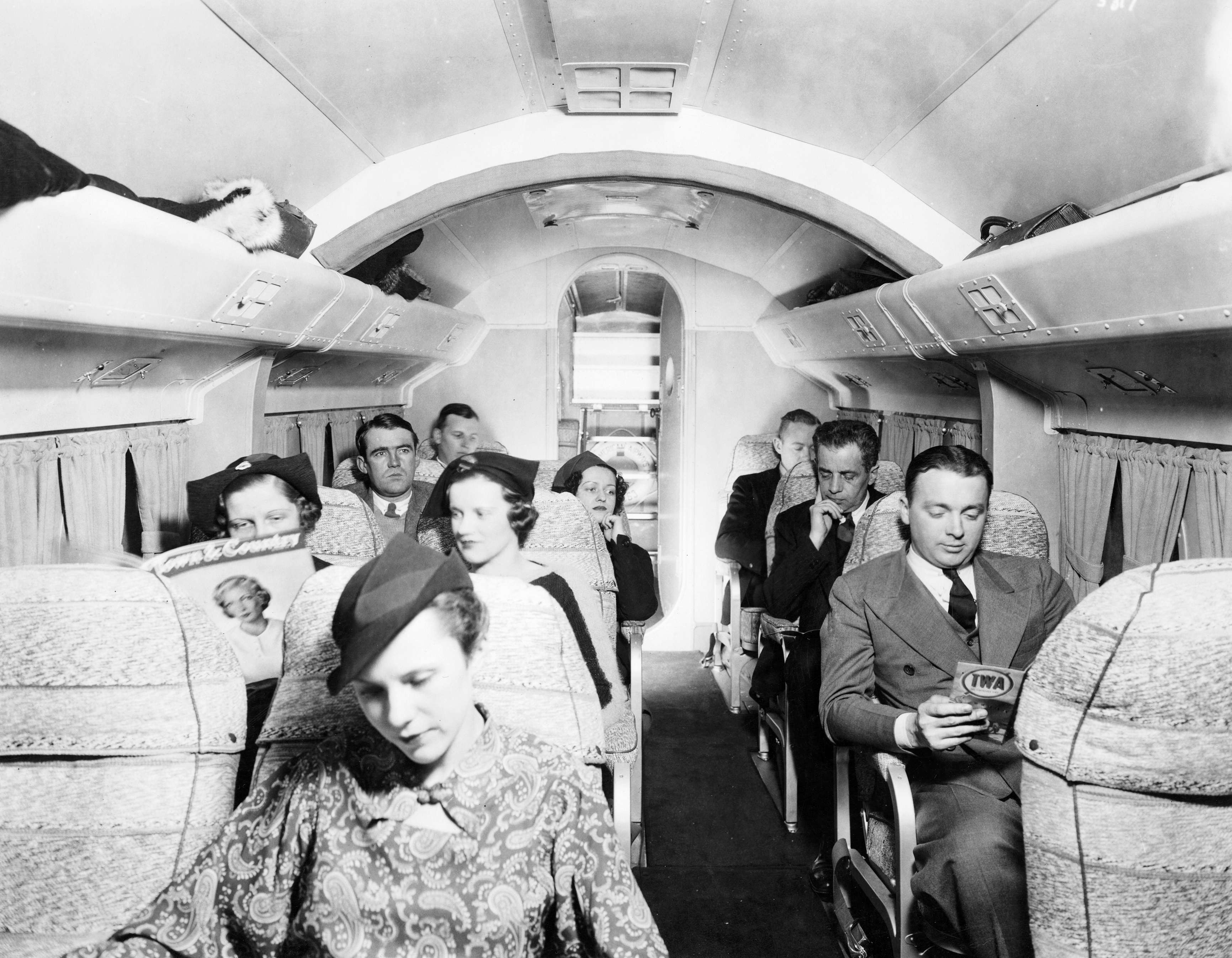
シコルスキーS-43飛行艇の客室（1936年）

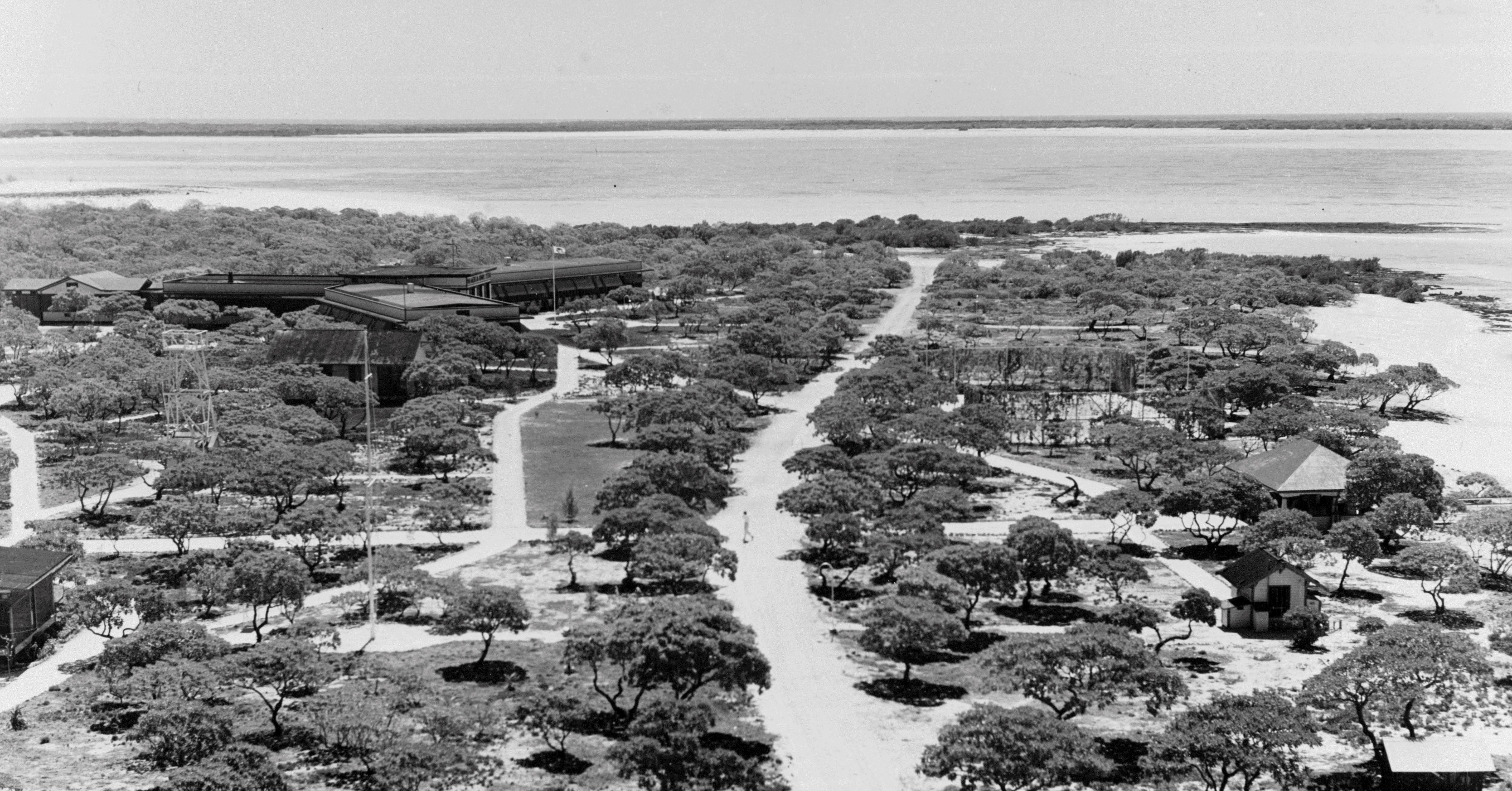
ウェーク島のパンアメリカン航空専用の宿泊施設

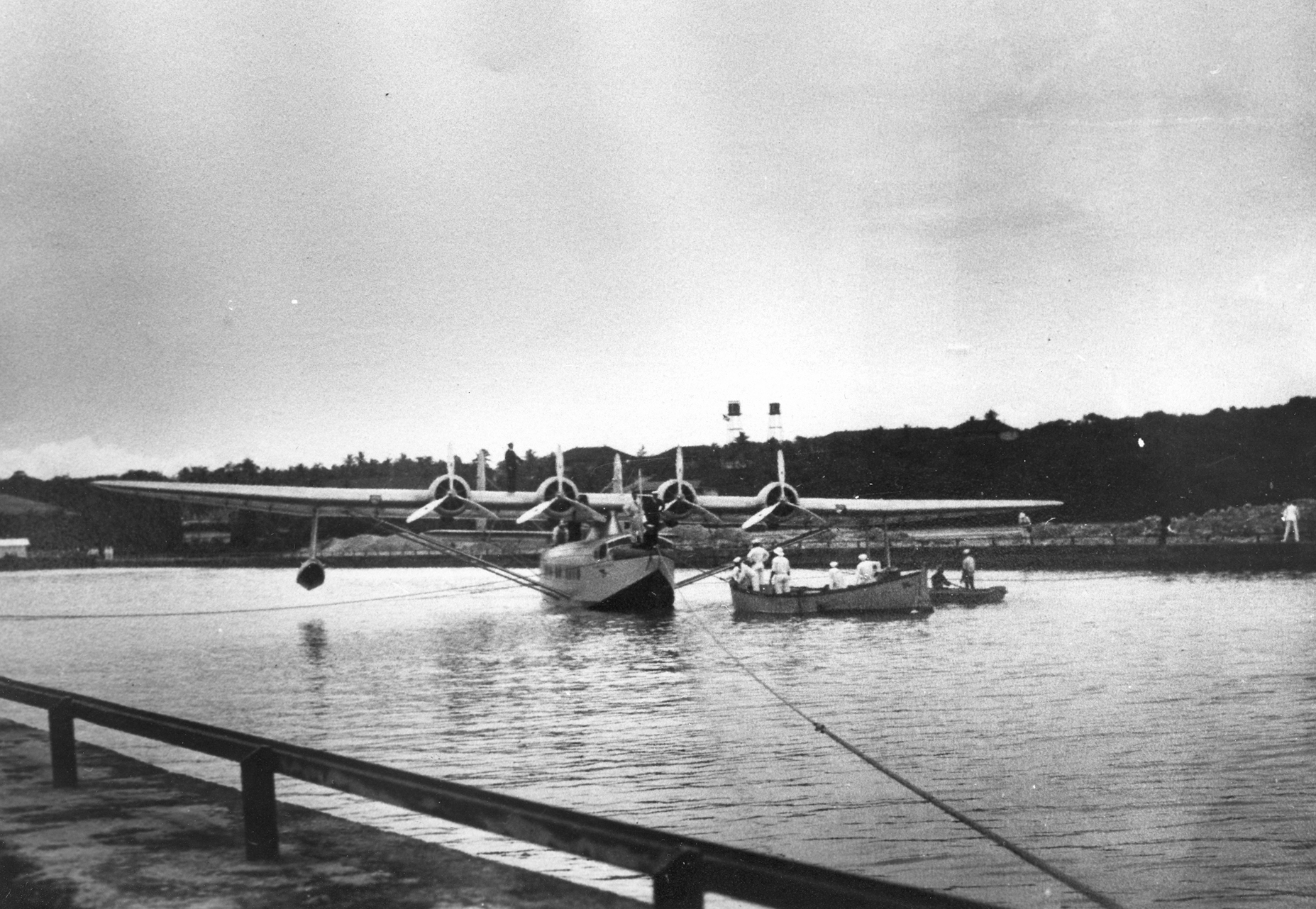
グアム島に停泊するマーチンM-130飛行艇

1930年には、アラスカ経由で日本や中華民国へと向かう太平洋横断路線の開設をもくろみ、北太平洋航路調査のために顧問のリンドバーグ夫妻にアラスカ経由で日本に向けての調査飛行を行わせる。
リンドバーグ夫妻は翌1931年に、ニューヨークからカナダ、アラスカ、日本を経て中華民国までロッキードの水上機シリウス号で飛行した。途中8月23日には国後島、8月24日には根室市、26日に霞ヶ浦、その後大阪と福岡を経て、中華民国の南京と漢口まで飛行した。妻のアン・モローの著書『翼よ、北に』にその記録が記された。
しかし、アラスカから日本に至る航路の途中で、近道であるソビエト連邦領であるカムチャツカ半島とその周辺の島嶼へウェーキ島のテクニカルランディングが同国政府から許可されないと判ると、一転してサンフランシスコからハワイ、ミッドウェイ島、ウェーク島、グアム島、アメリカの植民地のフィリピンなどの、アメリカの領土内もしくは統治下の地域を経由して、同じくアメリカ租界のある上海へ向かう路線の開設を検討する。1933年には、中華民国の上海と広州間を運航する中國航空公司（CNAC）を買収した。
その後1935年4月には、シコルスキー S-42飛行艇によって同ルートの調査飛行を行い、同年11月には、マーチン M130「チャイナ・クリッパー」飛行艇によるサンフランシスコ-マニラ間を結ぶ太平洋横断路線を開設した。
なおこの路線はサンフランシスコ―ホノルル―ミッドウェイ島-ウェーク島-グアム-マニラという、完全にアメリカの領土、もしくは植民地などの統治下を飛行するルートで開設され、その後ポルトガル領マカオとイギリス領香港まで延長した。またこの路線は、香港以遠を中國航空公司の中華民国内線へ、マニラ以遠を、オランダ領インド航空によりスラバヤをはじめとするオランダ領東インド域内線へと引き継がれているなど、アジア太平洋地域におけるアメリカやイギリス、オランダをはじめとする帝国主義国家の植民地経営の道具として大いに利用された。
なお、19世紀に発達した大型帆船を意味する「クリッパー」の呼称は、その後パンアメリカン航空の数多くの機体に愛称として用いられ、パンアメリカン航空自身のコールサインやビジネスクラスの祖といわれる「クリッパー・クラス」にもその名を残すこととなった。また、初のアメリカ発のオセアニアへの直行ルートとして、1937年にはサンフランシスコ=オークランド（ニュージーランド）間をホノルルやパゴパゴ、フランス領のパペーテなどを経由して結ぶ路線を開設するなど、南太平洋にもその路線網を拡大した。
しかし技術が発達していない状況における大洋横断飛行には大きなリスクが伴い、1937年7月にアメリカの女性飛行士のアメリア・イアハートがニクマロロ島付近で失踪した際には、パンアメリカン航空の地上無線局が、イアハート機からと思われる救難信号を同機の失踪後3昼夜に渡り受信している。
さらに1938年1月11日には、シコルスキーS-42B「サモアン・クリッパー」がパゴパゴ上空で不時着に向けて燃料投棄中に空中爆発を起こし、全員が死亡するという事故を起こした。さらに同年7月28日にも、グアムからマニラに向けて飛行中のマーチン M-130「ハワイ・クリッパー」が、アメリカ領フィリピン近隣で墜落し乗客乗員15人が全員行方不明となる事故を起こしている。
続いて一時は断念したアラスカのアリューシャン列島と、日本の千島列島経由で北太平洋ルートを運航することを画策したものの、日中戦争開始以降の日米関係の悪化と、1939年9月に勃発した第二次世界大戦によって、この時点でアメリカは参戦していないものの多くの機材は軍に徴用され、その拡大の勢いは一時的に止まることになった。

### 大西洋横断路線開設
太平洋横断路線の開設に続く1937年2月には、ノルウェーのDNL航空と協力する形で、ニューヨークからアイスランドのレイキャヴィクまでをパンアメリカン航空が運航し、レイキャヴィクからノルウェーのベルゲンまでをDNL航空がシコルスキーS-43飛行艇で運航する、乗り継ぎによる共同運航という形により、初の航空機による大西洋横断路線を開設した。

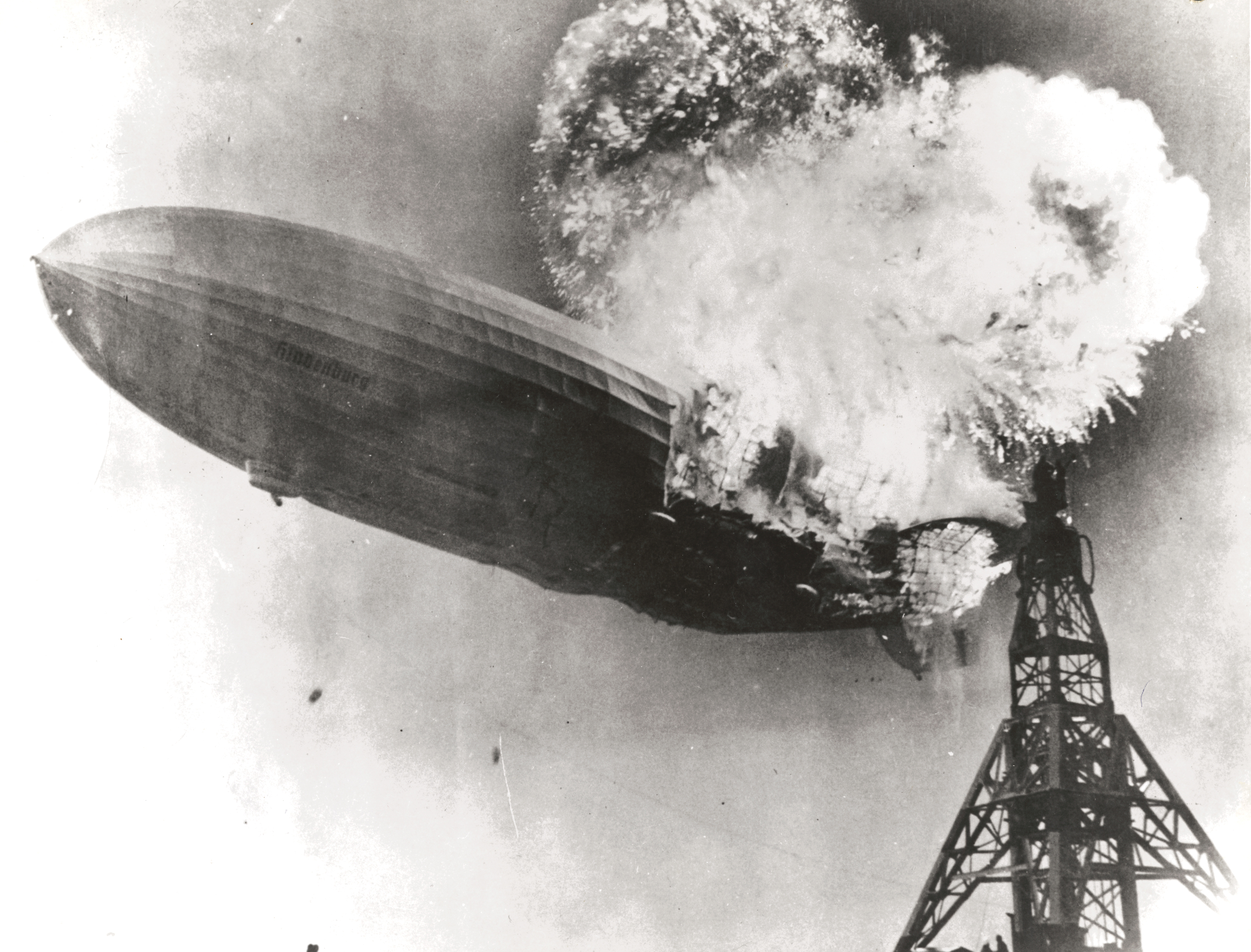
ヒンデンブルク号爆発事故（1937年）

なおパンアメリカン航空は、同年3月にドイツのフランクフルトとニュージャージー州の無着陸大西洋横断路線に就航したドイツのヒンデンブルク号のように、飛行船による大西洋横断は行わなかった。
ヒンデンブルク号は2日半かけて大西洋を横断し、高価な運賃にもかかわらず、大西洋横断に5日から7日間かかる客船に比べ短時間、しかも無着陸で結ぶことから高い人気を誇り、パンアメリカン航空の飛行艇の強力なライバルとなることが予想された。
しかしヒンデンブルク号は、大西洋横断路線就航後わずか2か月で、ニュージャージー州レイクハーストで爆発事故を起こし、運航を終了した。

アメリカとイギリス間の運航権を受けたトリップ（1937年）

翌月には、パンアメリカン航空はアメリカとイギリス、カナダとアイルランド自由国の各政府からの承認を取りつけて、アメリカとイギリスを結ぶ路線の運航権を獲得した。なお、アメリカ史上最大のスパイ事件ともされる「デュケインのスパイ網」事件では、ドイツのスパイとして大西洋横断航路の客室乗務員が逮捕されている。
その後、イギリスのインペリアル・エアウェイズと協力する形で、ヴァージニア州ノーフォークからバミューダ諸島、アゾレス諸島経由の大西洋横断路線をシコルスキーS-42飛行艇によって開設する。1939年6月には、より高性能で大型なボーイング314飛行艇によって、ニューヨーク港からイギリスのサウザンプトン港へのより短時間で飛行する路線を開設するなど、大西洋においてもその路線網の拡張を続けた。
しかし大西洋横断路線は1939年9月の第二次世界大戦の勃発により同年10月をもってその運航が停止され、就航したばかりのボーイング314飛行艇を含む多くの航空機と運航乗務員はアメリカ軍の管理下に置かれ、大西洋の対岸で行われている戦争に備えることとなる。

### 第二次世界大戦

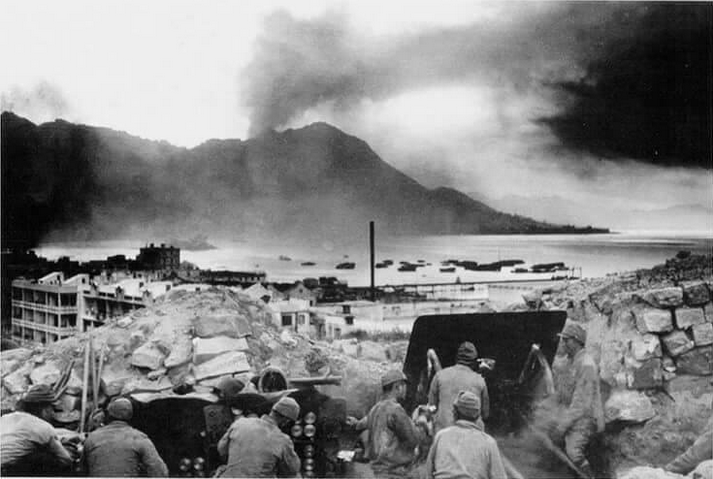
香港を攻撃する日本軍（1941年）

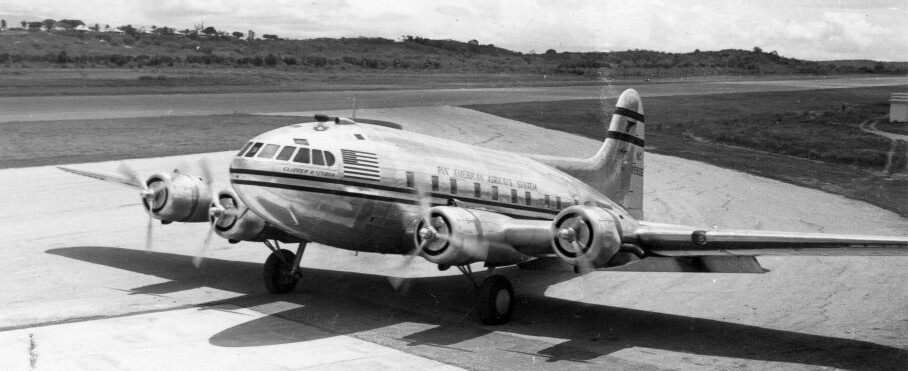
ボーイング307「クリッパー・レインボー」

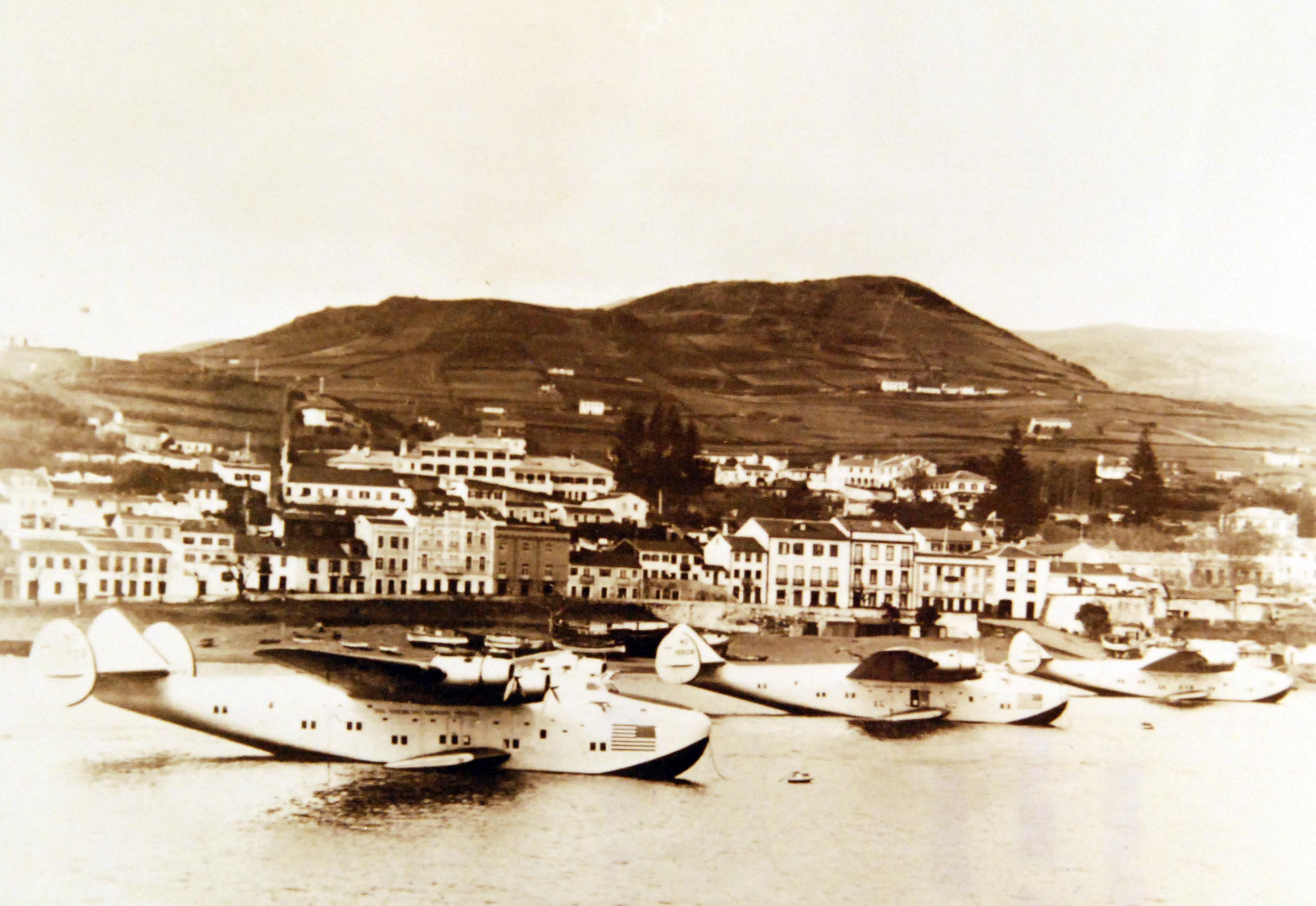
アゾレス諸島に停泊するボーイング314飛行艇「ヤンキー・クリッパー」（1943年）

さらに1940年に起きた日米通商航海条約の廃棄通告や日本軍の仏印進駐により、緊張下に置かれたアジア太平洋地域への路線を持つパンアメリカン航空の国際線の多くは、軍の管理下に置かれることとなった。
そしてアメリカやイギリス、オランダやオーストラリアが1941年12月8日に日本との間に開戦した。イギリス領香港の啓徳空港もこの日に攻撃され、マニラから到着したばかりのシコルスキー S-42「ホンコン・クリッパー」を日本軍に破壊された。同機の搭乗員らは辛くも脱出し難を逃れたものの、香港支店員たちは間もなく香港を占領した日本軍に囚われ、その後一部は宮城県仙台市の民間人収容所へ、残りの一部は1942年に運航された交換船で帰国した。
またサンフランシスコ-ホノルル-オークランド便に就航していたボーイング314「パシフィック・クリッパー」は難を逃れたものの、戦火を逃れるためインド洋とアフリカ経由でアメリカに逃れることに成功した。さらに、太平洋からオセアニア、東南アジアの多くの寄港地が、瞬く間に日本軍によって攻撃、占領されてしまう。
アメリカの参戦によって、パンアメリカン航空のみならず中立国を除く殆どの航空会社による国際線の運航は停止した。また、1940年に就航したばかりの、世界初の与圧キャビンを持つ旅客機であるボーイング307をはじめとするパンアメリカン航空の所有機と、その乗務員のほとんどが軍に徴用されることとなったものの、パンアメリカン航空は、大戦中を通じて太平洋地域や大西洋地域を含むアメリカ軍の戦闘地域における国際線運航における様々なノウハウ、そして経験豊富な人材を軍に提供し、政府および軍と強力な協力関係を保ち続けた。
また、1943年1月に、フランスの植民地のモロッコのカサブランカで開催された、今後のヨーロッパ戦線についてアメリカとイギリス、フランスの首脳が話し合う「カサブランカ会談」に出席するフランクリン・ルーズベルト大統領の移動用に、パンアメリカン航空から徴用されたボーイング314「ディキシー・クリッパー」が使用された。これはアメリカ大統領にとって最初の飛行機での移動であった。

### 国際線再拡大

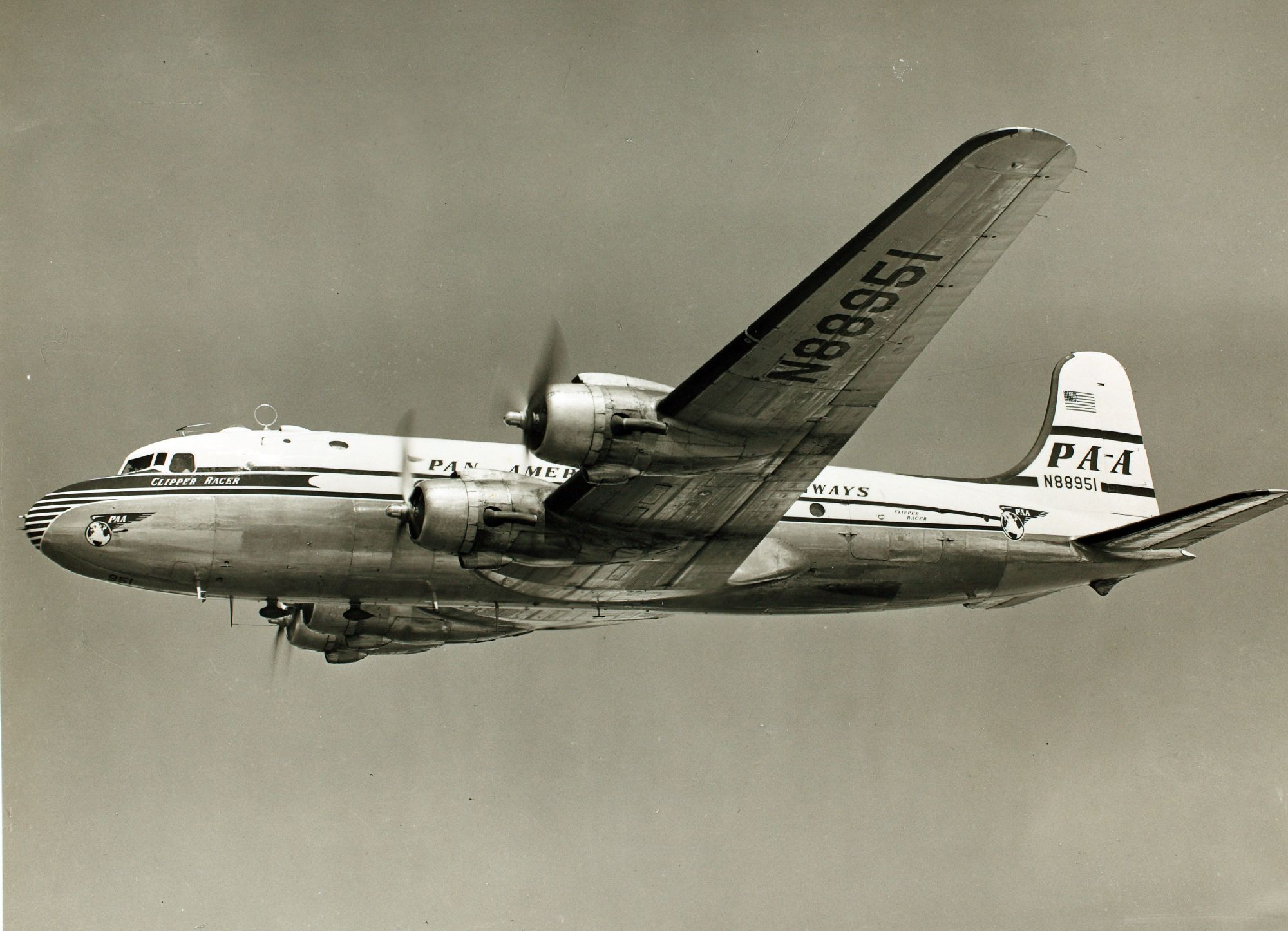
ダグラスDC-4

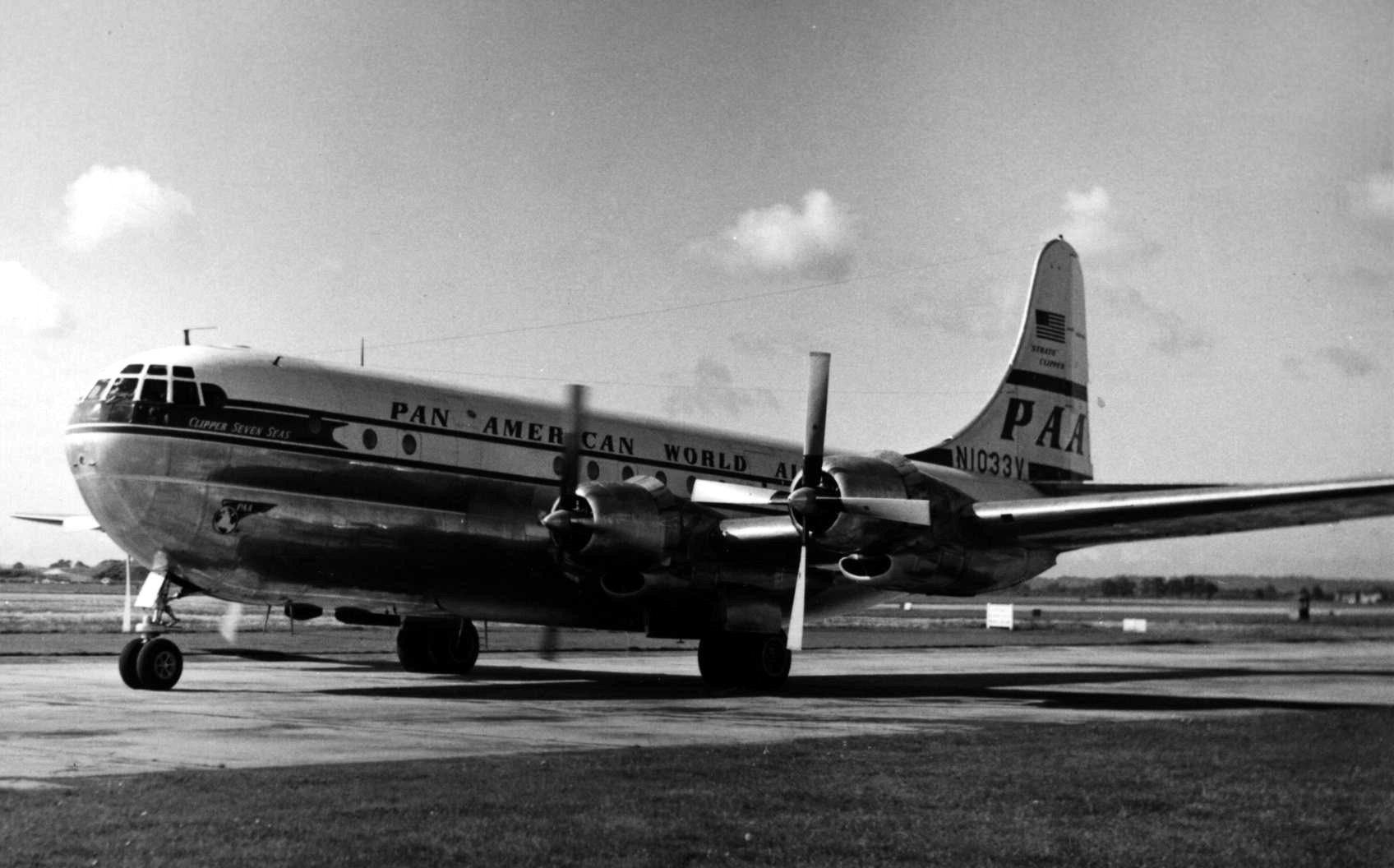
ボーイング377「ストラトクルーザー」

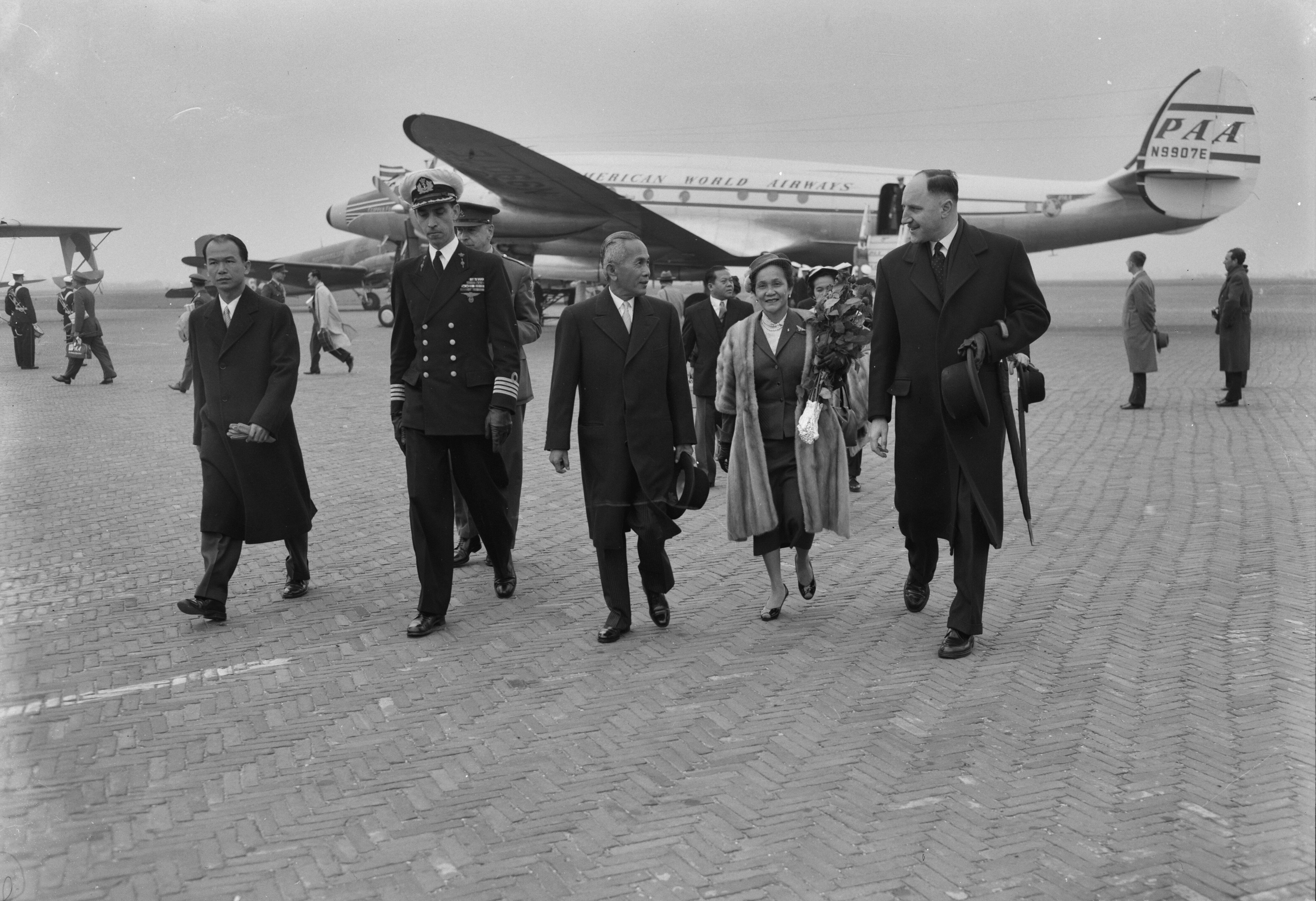
ロッキード・コンステレーションから降りるタイのプレーク・ピブーンソンクラーム首相

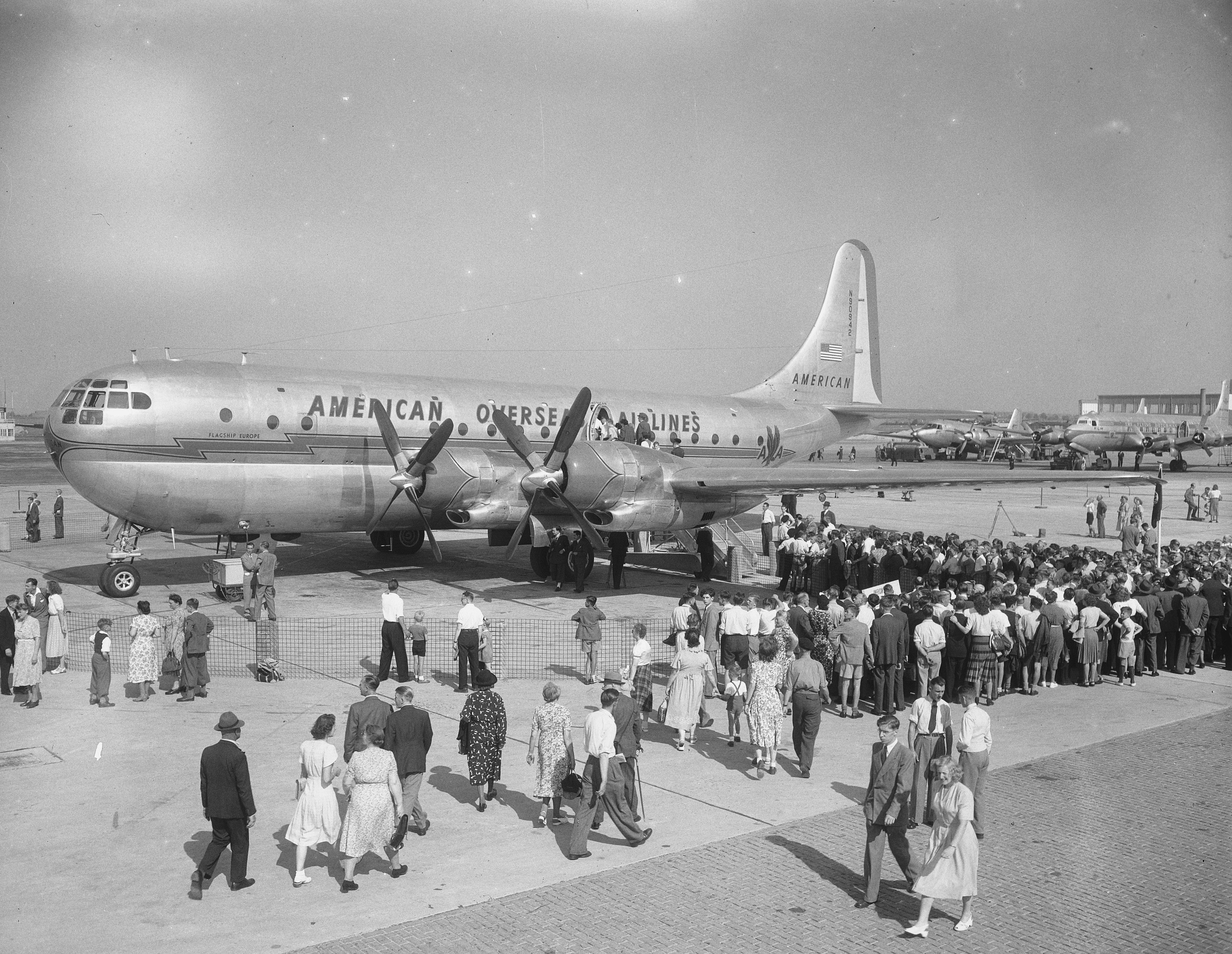
アメリカン・オーバーシーズ航空のボーイング377「ストラトクルーザー」

1945年9月に終結した第二次世界大戦後における航空業界の復興時に、トリップはアメリカ発の国際線を独占しようとたくらみ、「パンナム選出議員」と言われたオーエン・ブリュスター上院議員が提出した、パンアメリカン航空の国際線独占を後押しする法案である「コミュニティー・エアライン法案」の成立に奔走したものの、同じく国際線の拡大を試みていたトランス・ワールド航空やアメリカン航空の系列会社のアメリカン・オーバーシーズ航空、ブラニフ航空やノースウェスト航空などの強硬な反対によりその目論見が成功することはなかった。また、ブリュスター上院議員はパンアメリカン航空との癒着が明らかになり、結果的に辞任することとなった。
その結果、ブラニフ航空が南アメリカ路線を、ノースウェスト航空が太平洋路線を、トランス・ワールド航空とアメリカン・オーバーシーズ航空がヨーロッパ路線を運航することになったが、全世界をカバーする権利を持つアメリカの航空会社はパンアメリカン航空だけとなった。しかし、その代わりにパンアメリカン航空は国内路線への進出は厳しく制限されており、その事が後にパンアメリカン航空の足を引っ張ることとなる。
1946年1月には、ダグラスDC-4でニューヨークのラガーディア空港からロンドンとリスボンへ、アイドルワイルド空港からマイアミ国際空港など数か所を経由してのアルゼンチンのブエノスアイレスへの乗り入れを開始した。
日本への乗り入れは、1947年9月に世界一周便の経由地として東京国際空港に乗り入れが始まった。ノースウェスト航空に続いてホノルル国際空港からウェーク島を経由して、連合国軍の占領下となった日本の東京国際空港への乗り入れを、また那覇空港への乗り入れをダグラスDC-4で開始した。なおこれは、同社の設立後初めての日本への乗り入れとなった。東京への乗り入れは1949年には週6便、機種もボーイング377に大型化する。
しかし、第二次世界大戦の終結後にはじまった国共内戦の結果、1949年に中国共産党の一党独裁国家である中華人民共和国が建国されたことから、子会社の中國航空公司と上海への乗り入れ権を失った。が、東京を太平洋アジア地域のハブにすることで同地域における路線網を拡大していく。
なお、第二次世界大戦時に戦場となった世界各地に次々と飛行場が建設されたことや、第二次世界大戦時に製造されたダグラスC-54/DC-4、ロッキード コンステレーションなどの地上機がアメリカ軍により大量に払い下げられたこと、さらに前述のように新型機が次々に導入されたことから、パンアメリカン航空においてもシコルスキーS-42をはじめとする、これまでの飛行艇に代わり地上機が運航機材の中心となり、飛行艇の黄金時代は第二次世界大戦とともに姿を消した。
また1940年代後半にかけて、ダグラス DC-6型機やロッキード コンステレーション、ボーイング377「ストラトクルーザー」型機などの最新鋭機を次々に導入、他社に先駆けて大西洋無着陸横断路線を開設するなど、航空機の技術革新を背景に再び世界中にその路線を拡大していった。さらに1950年には、アメリカン航空の子会社のアメリカン・オーバーシーズ航空を買収し路線網とフリートを拡大した。

### 世界一周路線開設

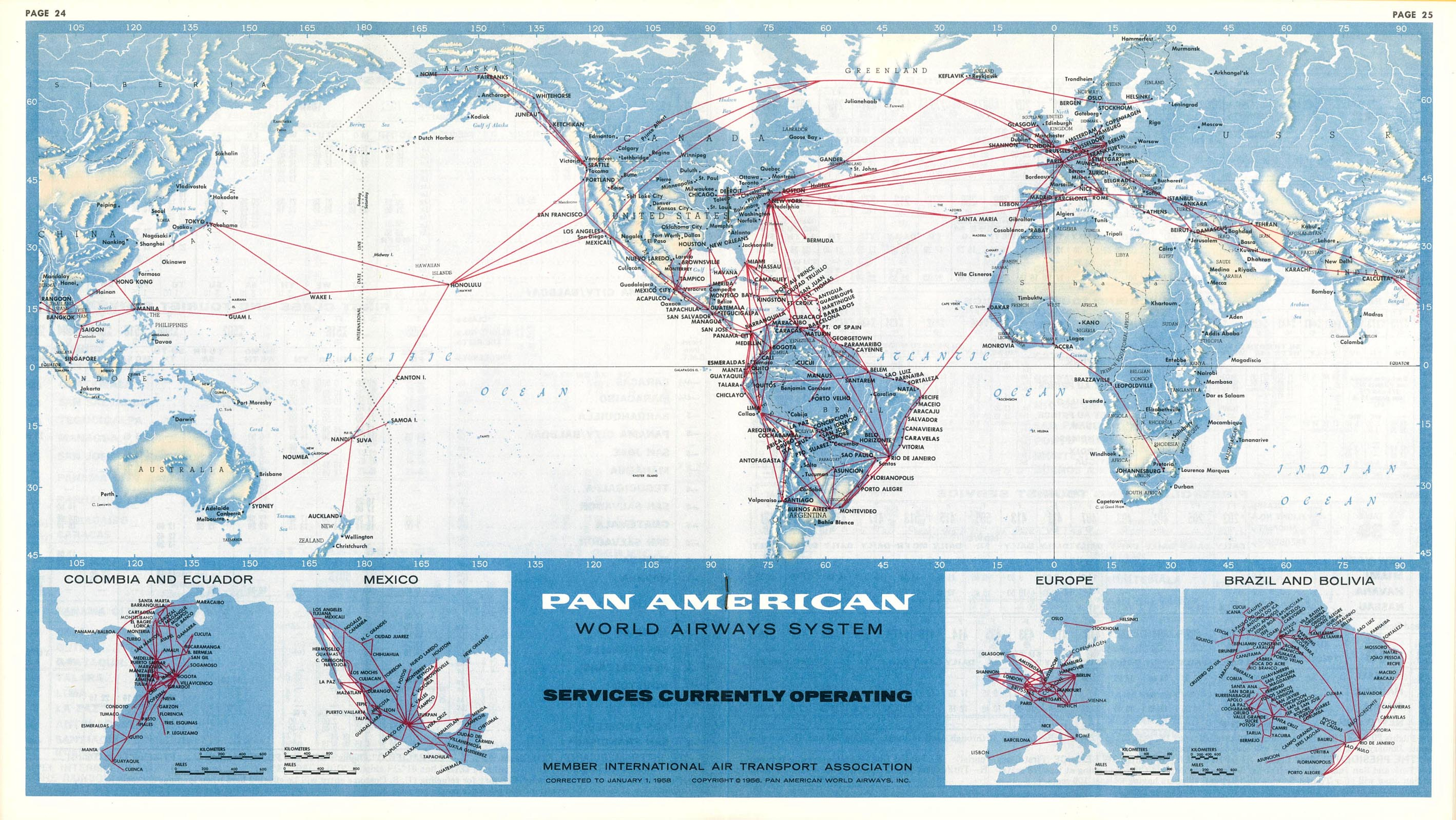
パンアメリカン航空の世界航空路（1958年）

1947年6月には、世界初の自社運航による世界一周路線を試験的に開設し（ニューヨーク（ラガーディア空港）=ロンドン=イスタンブール=カルカッタ=バンコク=マニラ=上海=東京=ウェーク島=ホノルル=サンフランシスコ=ニューヨーク）、その後定期便として運航、上記のように東京には同年9月に乗り入れを開始した。
世界一周路線は、その後1950年代から1960年にかけて、英国海外航空、トランス・ワールド航空、日本航空、カンタス航空という各国を代表するフラッグシップ・キャリアがアジアやヨーロッパ、南北アメリカやオセアニア、中東など、世界の様々な都市を経由するルートで就航したものの、航空機の長距離性能の向上により1970年代から1980年代に次々に廃止し、この5社のみが運航を実現している。

### 海外ハブの設置

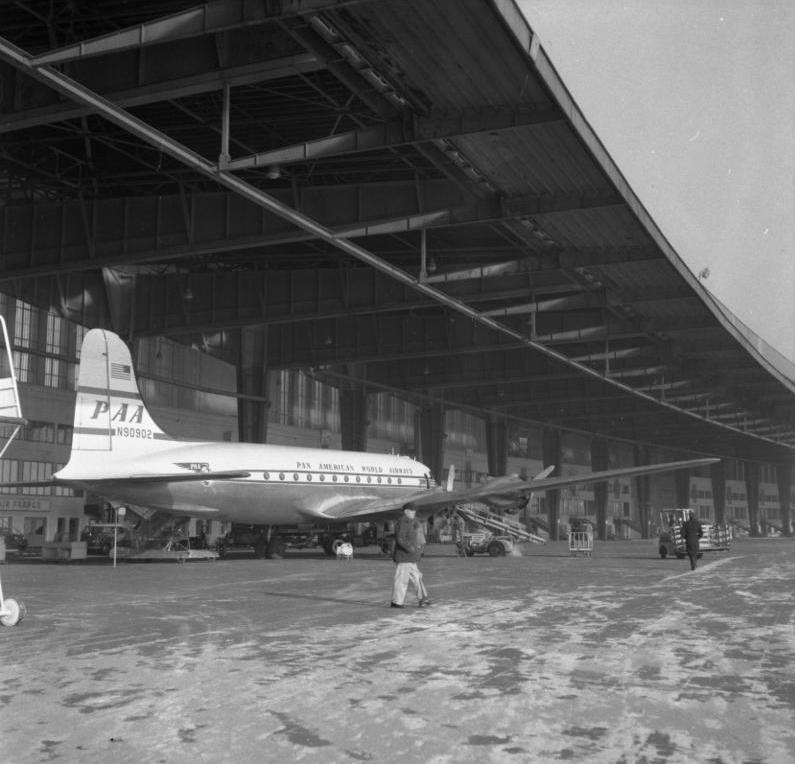
ベルリンのテンペルホフ空港に駐機するダグラスDC-4B

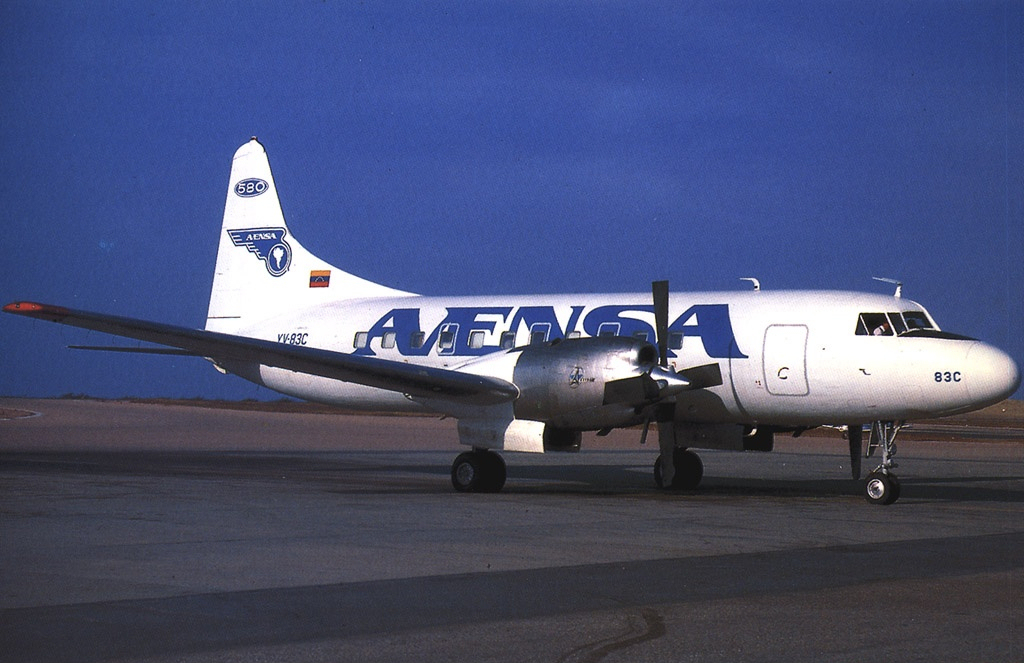
アベンサ航空のコンベア580

また、アジアで唯一の先進国で政治的に安定している民主主義国でもあり、以遠権がある上に高度経済成長下で外国からのビジネス訪問客が増加していた日本の東京国際空港をハブ空港にして、大阪国際空港などの日本国内や香港、中華民国やフィリピン、南ベトナムやインドネシアなどのアジア域内、グアム路線などのアジア太平洋地域への乗り継ぎ便を、1940年代後半から1960年代前半にかけて開拓していった。
またスエズ運河の東方における最大のハブの東京では、整備や客室乗務員、営業やマーケティングなどの数百人の現地従業員を雇用したのみならず、大田区内に自社専用の機内食工場を構えるという大所帯であった。さらに東京は、朝鮮戦争やベトナム戦争当時において、戦場である朝鮮半島や南ベトナムとアメリカをつなぐ重要なハブとなった。
同時期のヨーロッパにおいては、ロンドンやフランクフルトをハブ空港に、イタリアやスイス、オランダやベルギー、デンマークやスウェーデン、ソビエト連邦やトルコなどのヨーロッパ域内の乗り継ぎ便を運航した。また、ヨーロッパのハブのロンドンやフランクフルトでも東京と同様の体制を取り、客室乗務員から整備員、営業までの大所帯であった。
さらに、第二次世界大戦終結後に西ドイツと東ドイツに分断されたドイツにおいて、西ドイツの東ドイツ内の飛び地となった西ベルリンと西ドイツ各都市の間の便を運航するなど（同路線は西ドイツの航空会社は運航できなかった）、以遠権や戦勝国の1国としての権益をフルに使った域内国際線の運航も活発に行った。
また、ベネズエラのアベンサ航空やコロンビアのアビアンカ航空など、「アメリカの裏庭」と称されたカリブ海や南アメリカの複数の航空会社の設立、運航および経営を支援した傍ら、これらの航空会社のみならずその国の航空に多大な影響力を及ぼした。なおこのようなカリブ海や南アメリカの複数の航空会社との関係は、パンアメリカン航空の経営が傾き始めた1980年代後半に至るまで続いた。

### ジェット旅客機の導入

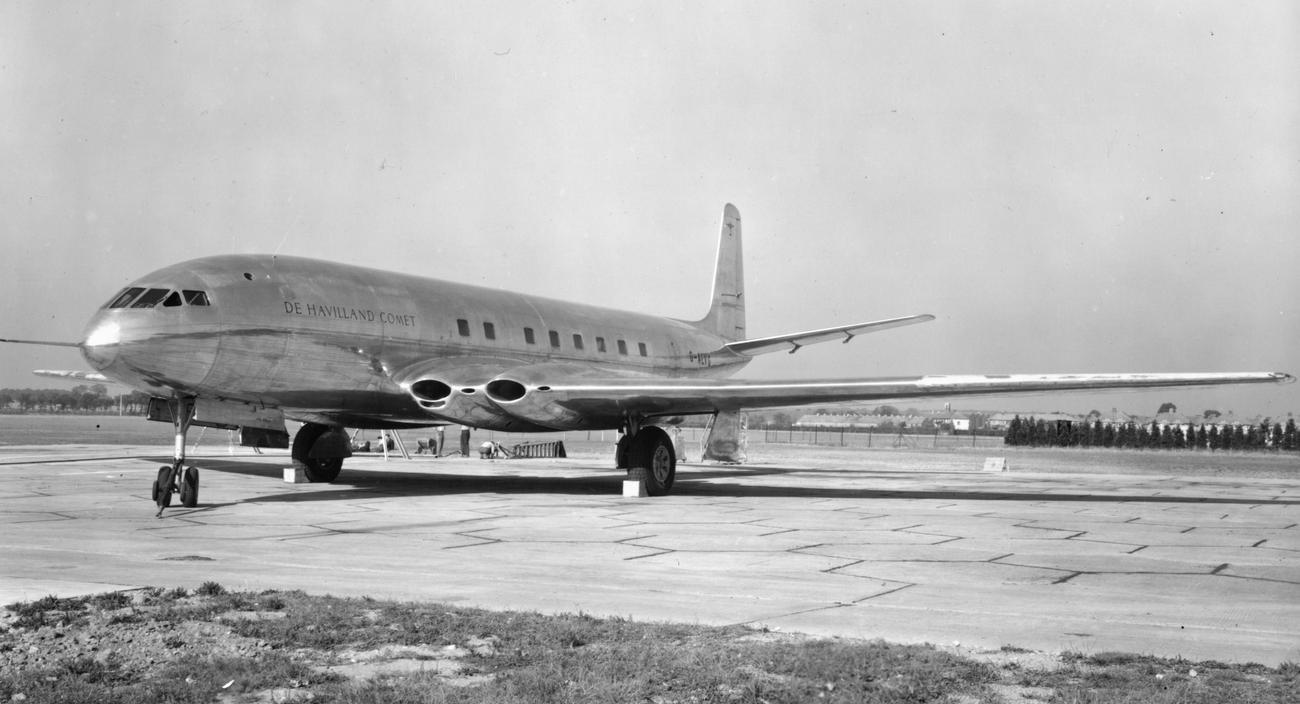
デ・ハビランド DH.106 コメットI

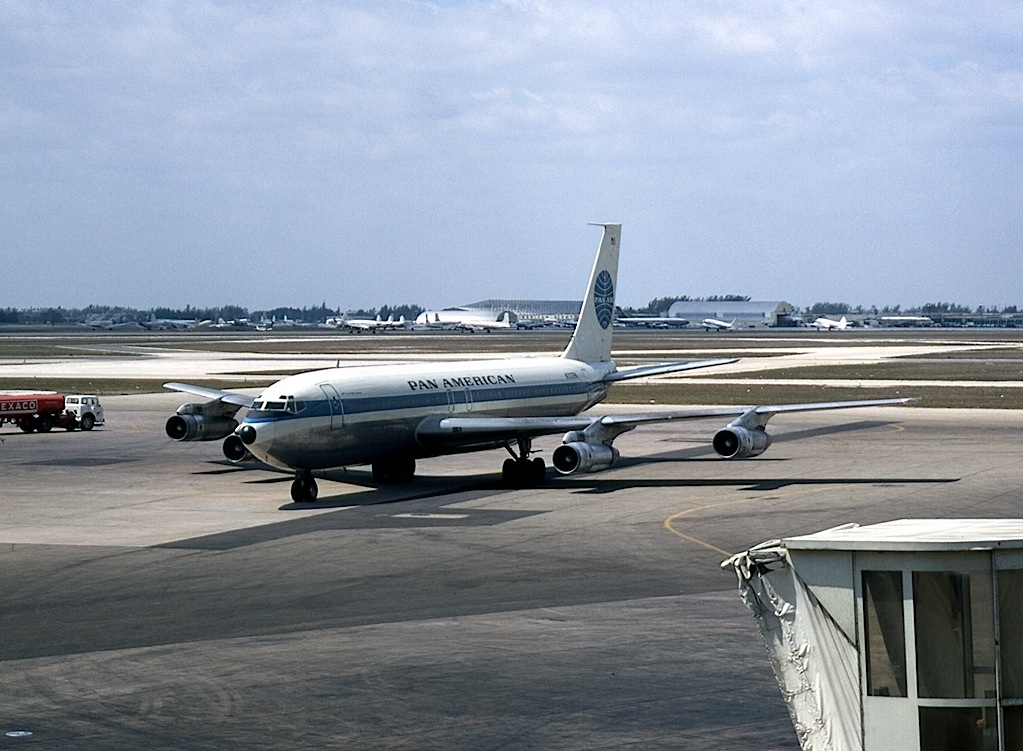
ボーイング707-121B

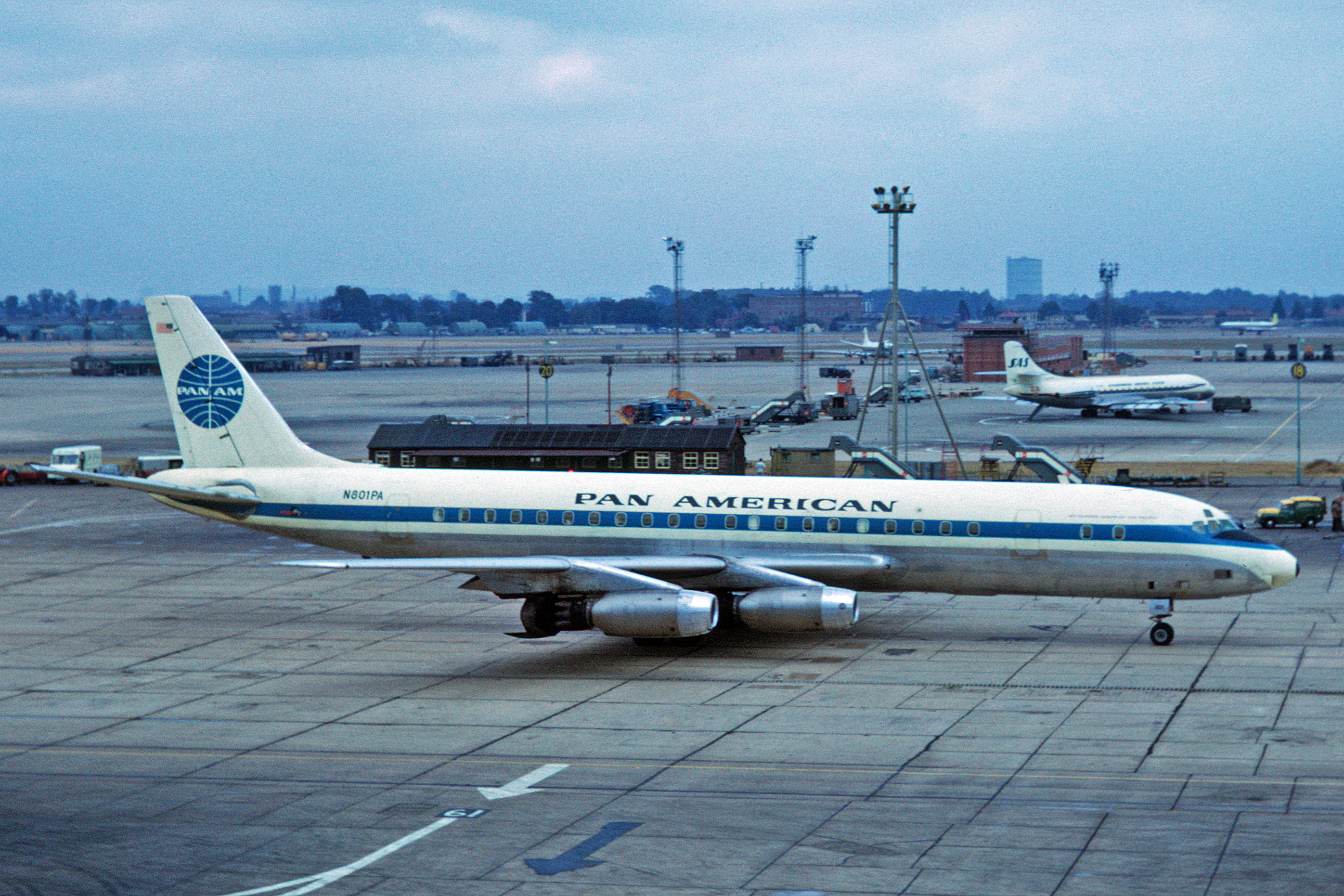
ダグラスDC-8-32

1950年代初頭には世界最初のジェット旅客機であるデ・ハビランド DH.106 コメットIを、英国海外航空や日本航空やエールフランスなどの他の国のフラッグ・キャリア同様に発注したものの、その後同機が設計上の欠陥で運航を停止したことを受け、ボーイングがアメリカ空軍の輸送機として開発していたボーイング367-80を民間旅客機用に転用したアメリカ初のジェット旅客機のボーイング707型機20機を1955年に発注した。
また同時に、同機の開発、運航がDH.106 コメットIのように失敗に終わった場合の「保険」として、ボーイングのライバルで、民間航空機での経験が豊富なダグラスが開発していたDC-8も25機発注した。なおボーイング707の開発過程では、かねてから顧問を務めていたチャールズ・リンドバーグとともに、豊富な国際線運航経験をもとにした数々の要求や注文をボーイングに投げかけ、同機の開発に大きく貢献した。
その後1958年秋にボーイング707の初号機の引き渡しを受け、大西洋横断路線における最大のライバルである英国海外航空による、DH.106 コメットの最新型であるコメットIVの就航に遅れることわずか1カ月程度の同年10月26日にニューヨーク-パリに就航させたことを皮切りに、日本航空や英国海外航空などのライバルに先立ち世界一周路線を開設したり、太平洋横断路線を含む世界各地への路線へ就航させた。またその翌年にはダグラスDC-8型機も就航させ、同じく国内幹線や世界各地の路線へ就航させた。
トランスワールド航空などのアメリカの航空会社のみならず、日本航空やルフトハンザドイツ航空、KLMオランダ航空などの諸外国のライバル会社に先立ってボーイング707を導入したことから、これらのライバル会社がボーイング707やダグラスDC-8を導入するまでの約1年間は、これらのライバル会社は大打撃をこうむることになった。
なお東京への乗り入れは1959年9月で、日本航空やノースウェスト航空に比べて1年ほど早かったが、東京国際空港の滑走路が短く燃料一杯だと離陸できないので、横田基地を一旦経由し燃料を給油してからホノルルへ向かった。東京国際空港のA滑走路が2550メートルに延長する工事が完了するのは1959年末のことであった。
このように、当時世界の航空業界をリードしていたパンアメリカン航空が、ボーイング707やダグラスDC-8などの、既存のプロペラ機の倍以上の旅客を倍近い速度で運ぶ大型ジェット機を大量就航させたことにより、世界各国における旅客機のジェット化を推進させただけでなく、1960年代初めまで大西洋横断路線における最大のシェアを持っていた定期客船の時代に終止符を打つ役目を果たすこととなった。

### 社員の多民族・多国籍化

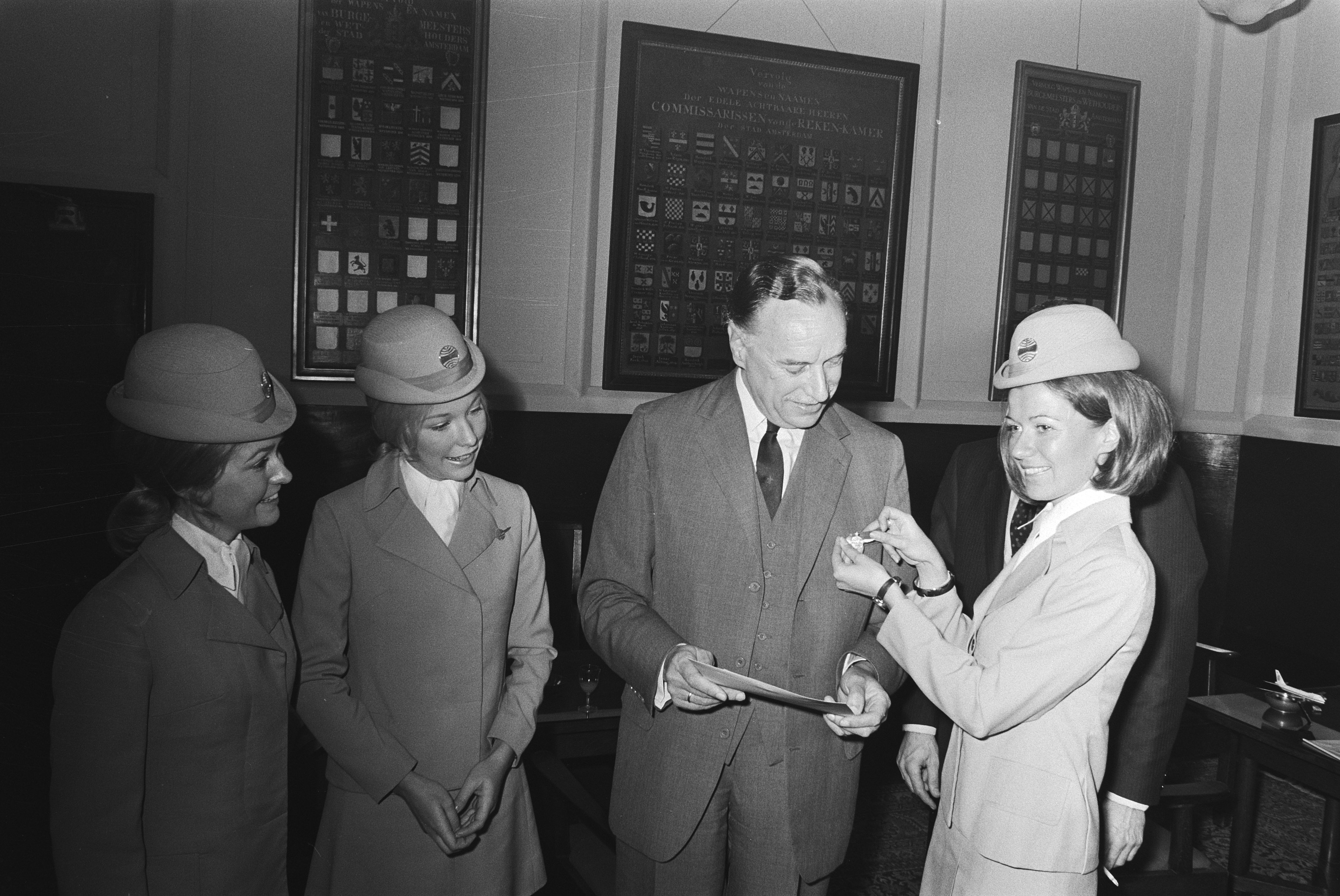
パン・アメリカン航空の客室乗務員

1950年代から1960年代にかけては、乗客の国際化と多言語化、そしてアメリカの公民権運動の活発化に合わせ、南アメリカ系アメリカ人や日系アメリカ人、アフリカ系アメリカ人など多民族の客室乗務員を採用している。
実際に1955年に採用が開始された日系アメリカ人の客室乗務員の採用時では、日本語話者であることが条件とされている。また上記のように、同時期に日本やイギリス、西ドイツやカリブ海諸国など、外国人の様々な職種の社員も採用開始している。

### 「ワールドポート」の建設

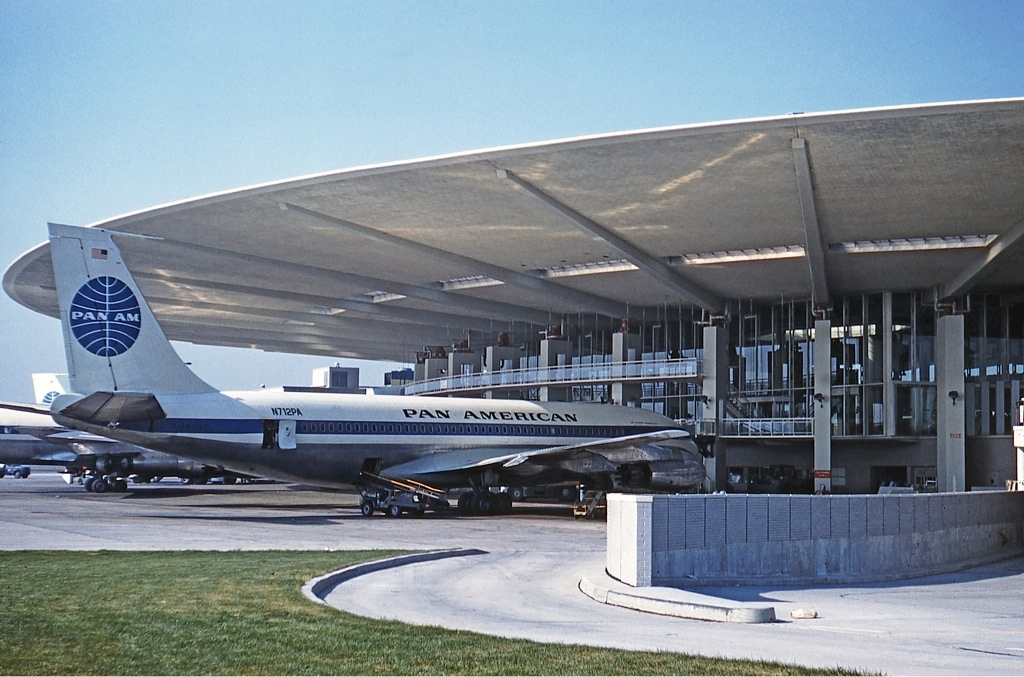
「ワールドポート」に駐機するボーイング707

これまでの機材の倍以上の乗客数を持つボーイング707型機とダグラスDC-8型機の就航に合わせて、1960年に本拠地のニューヨークのアイドルワイルド空港に、巨大なパンアメリカン航空専用ターミナルビル「ワールドポート」を竣工し同年5月24日から供用を開始した。
同ターミナルビルは、ベツレヘム・スチールなどの全面的な協力を受けて建設され、乗客及び貨物の処理能力を既存のターミナルビルに比べて格段に拡大させ、またボーイング707/ダグラスDC-8サイズの機種を6機同時駐機した上で、雨天でも乗客が濡れることなく乗降できるほか、複数のレストランやバー、ラウンジを備えた大規模なものであり「New Jet Age Terminal」と称された。

### 「航空界のリーダー」

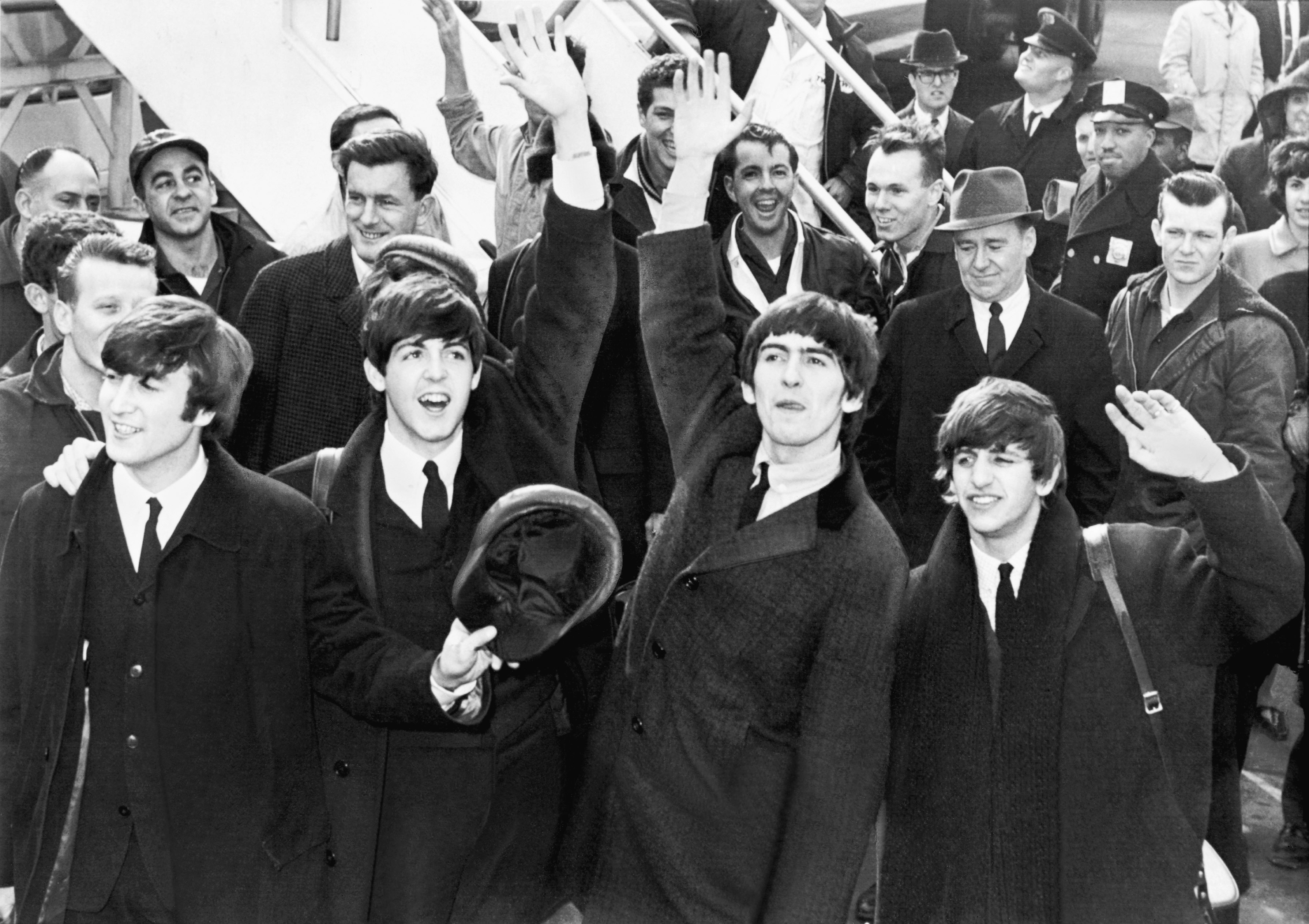
ボーイング707「Jet Clipper Beatles」から降り立つビートルズ

「パンナム・ワールドポート」の供用開始に次いで、1963年3月7日にはマンハッタンのランドマークの一つとなる、世界一高い商業オフィスビルであった巨大な本社ビル「パンナムビル」（のちのメットライフビル）が竣工した。さらにパンナムビルの屋上のヘリポートからアイドルワイルド空港までのヘリコプターの運航、世界初のビジネスクラスである「クリッパー・クラス」の導入、超音速旅客機であるアエロスパシアル・コンコルドやボーイング2707型機の発注（その後両機に対する発注はキャンセルされた）など話題に事欠かなかった。
また、1960年代当時に世界的な人気を誇っていたイギリスのロックバンド「ビートルズ」の初訪米や、ジャクリーン・ケネディやマリア・カラス、アーガー・ハーン3世などの世界各国のセレブリティの移動の際に多く使用され、その度にテレビや雑誌の誌面を飾ったことから、海外旅行のアイコン的な扱いを受けることとなった。なお、1964年2月のビートルズ初訪米の際に使用されたボーイング707は「Jet Clipper Beatles」と特に命名された。

### 「アメリカ帝国主義の象徴」

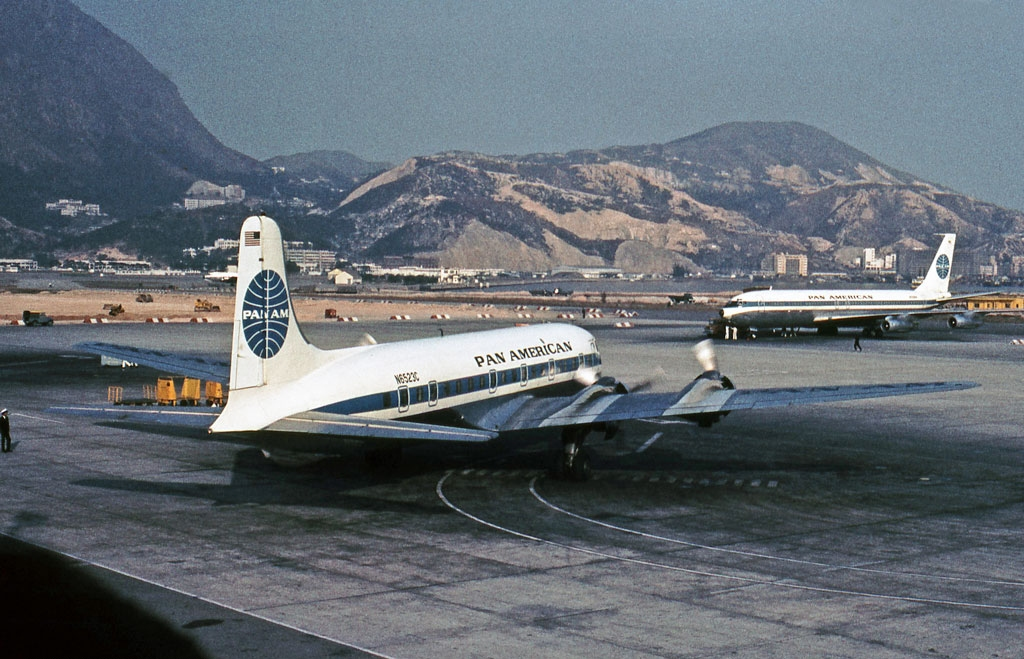
イギリスの植民地下の香港啓徳空港に駐機するパンアメリカン航空のダグラスDC-6とボーイング707（1967年）

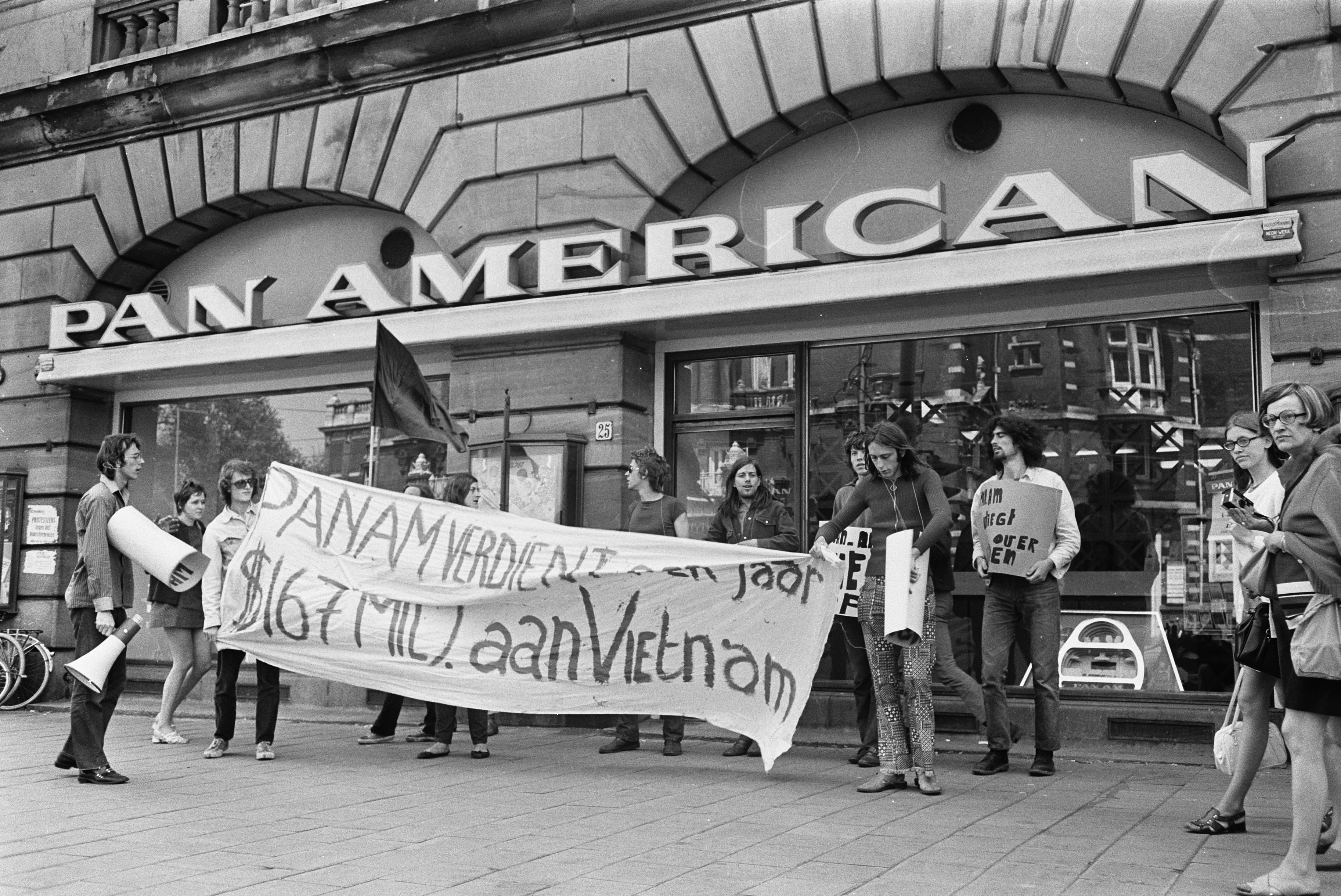
反米デモのターゲットにされたアムステルダム支店（1970年）

なお、このように派手に話題を振りまいたことや、「パンアメリカン」（＝「汎アメリカ主義」と訳すことができる、ただしそれは必ずしも命名者の意図したところではない）という社名、そして冷戦下におけるアメリカ政府との契約を元にした密接な関係があった。
特に1950年から1953年まで行われアメリカも参戦した朝鮮戦争では、アメリカ国防省との契約により、東京や沖縄を経由して朝鮮半島まで軍事物資や人員を運んだほか、1960年代から1970年代にかけて行われアメリカも参戦したベトナム戦争中は、同じくアメリカ国防省との契約の元にアメリカ軍の兵士の戦時休暇のための特別便を、南ベトナムのサイゴンやダナンからホノルルやイギリスの植民地の香港、アメリカ統治下の沖縄などへ向けて運航した。
他にも同じくアメリカ国防省との契約を元に、平時の軍事輸送にも長年あたっていたことから、いわゆる「アメリカ帝国主義」の体現者と見なされることも多かった。そうした「アメリカを代表する航空会社」という地位と高い知名度、広範囲に張りめぐらされた路線網が仇となり、1960年代以降は、PFLPやアブ・ニダル、リビアの情報機関をはじめとする反帝国主義や反米組織が行ったハイジャックやテロの標的になることも多かった。
また、冷戦下において東側諸国を含む世界各国に乗り入れていたこと、またトリップ時代からの政界やCIAとの関係から、秘密工作に使用されることも多く、インドネシアのスカルノ大統領を貶めることを目的に、インドネシア政府がチャーターしたパンアメリカン航空機に盗聴器をつけた上で、売春婦に客室乗務員の格好をさせて乗務させるという作戦に使用されたこともあった。

### ボーイング747の導入

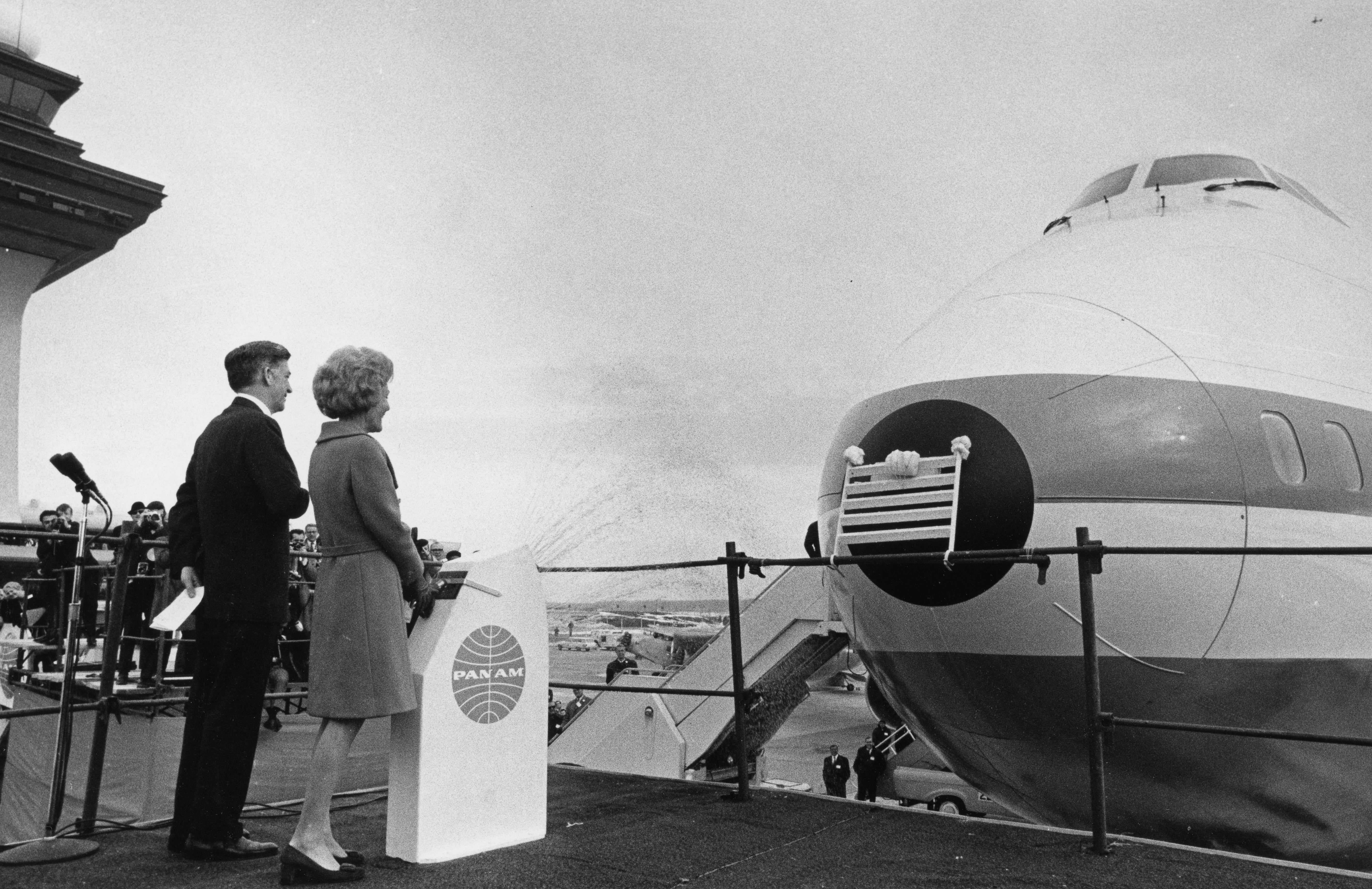
パット・ニクソン大統領夫人が導入を祝ったボーイング747(1970年)

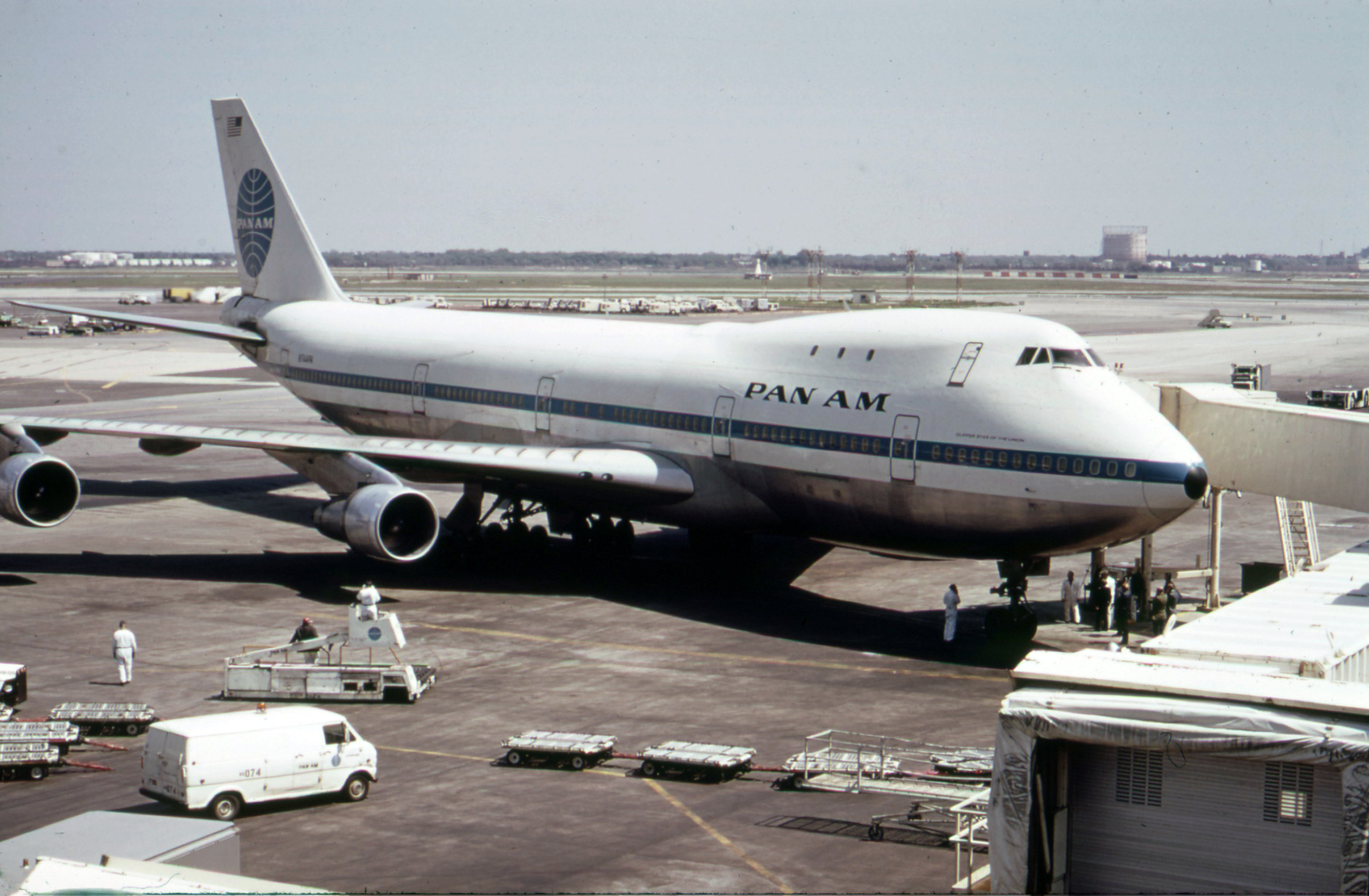
ジョン・F・ケネディ国際空港に到着したボーイング747

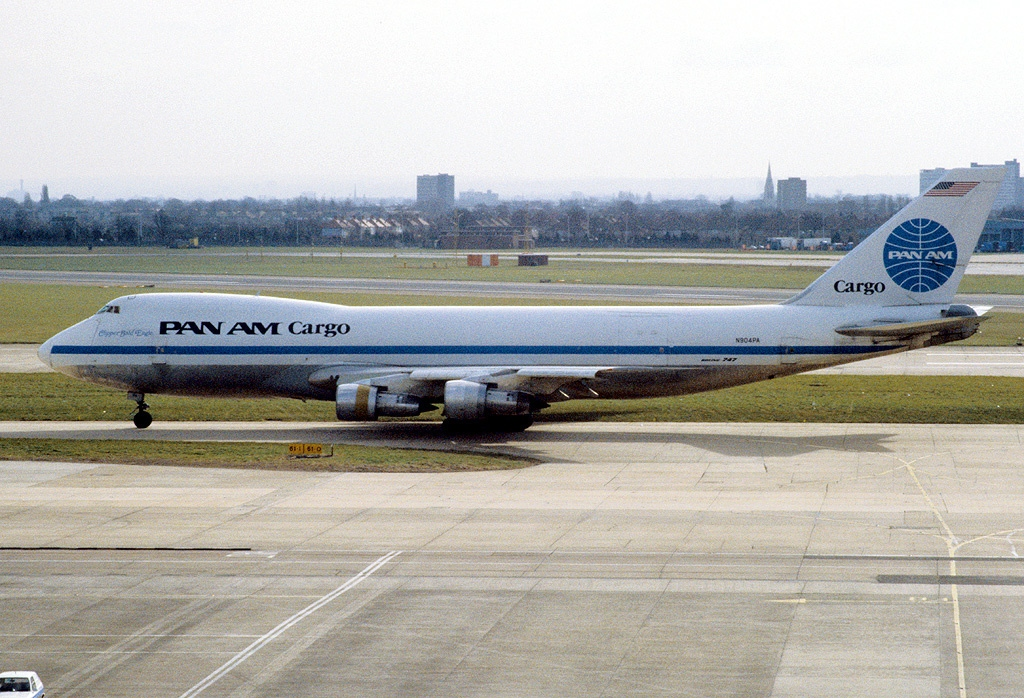
パンアメリカン・カーゴのボーイング747F

1960年代後半には、ボーイングがアメリカ空軍の超大型輸送機として開発を進めていたが、ロッキード社の開発したC-5との発注競争に敗れたために民間型へ転用して開発しようとしていた超大型旅客機であるボーイング747型機を、トリップ会長の指導のもと大量発注し、ローンチカスタマーとなった。
同機は2階にファーストクラス乗客用のラウンジを備えた他、旅客機として世界初の2列通路を持ち、ボーイング707の2倍強の350席以上のキャパシティを持つなど、これまでの旅客機の概念を一新する内容を持ち、その後同機はパンアメリカン航空のライバルであるトランスワールド航空やノースウェスト航空、日本航空や英国海外航空なども相次いで発注し、その後の世界的な海外旅行の大衆化を後押しすることになる。
同機は、前年1969年にCEOに就任したナジーブ・E・ハーラビー・ジュニア同乗の元で1970年1月にニューヨーク-ロンドン線に就航し、その後サンフランシスコ-ホノルル-東京線など矢継ぎ早に高収益路線に就航した。その後同機を国内外の主力路線に導入し、間もなく同社の花形路線である世界一周路線にも就航した。その後ボーイング747の貨物専用機も導入した。
ボーイング747が導入された初期は、2階にラウンジが設けられていたが、ファーストクラスとエコノミークラスしかなかった。しかし、後にエコノミークラスの正規運賃を払うことで、現在のビジネスクラスの走りの「クリッパークラス」を利用出来るようになった。当初 は座席利用率によっては、747-100や-SP等ではBからCゾーンのエコノミークラスの座席をそのまま流用して、乗客に対し無料のドリンクサービス、アメニティや機内食にオードブルがついてくる上、可能な限りは中央席をブロックしていた。
その後ボーイング747の「クリッパークラス」では、太平洋線や大西洋線等を始めとして、専用の2-4-2の配列や、後半期には2-2-2の座席を設置していた。
なお1971年には、既にボーイング707やボーイング727により手狭となっていた「ワールドポート」が拡張され、ボーイング747に対応したスポットが増設された上に貨物処理能力も向上し、さらに社名を追加し「パンナム・ワールドポート」と改称された。

### ボーイング747-SP登場

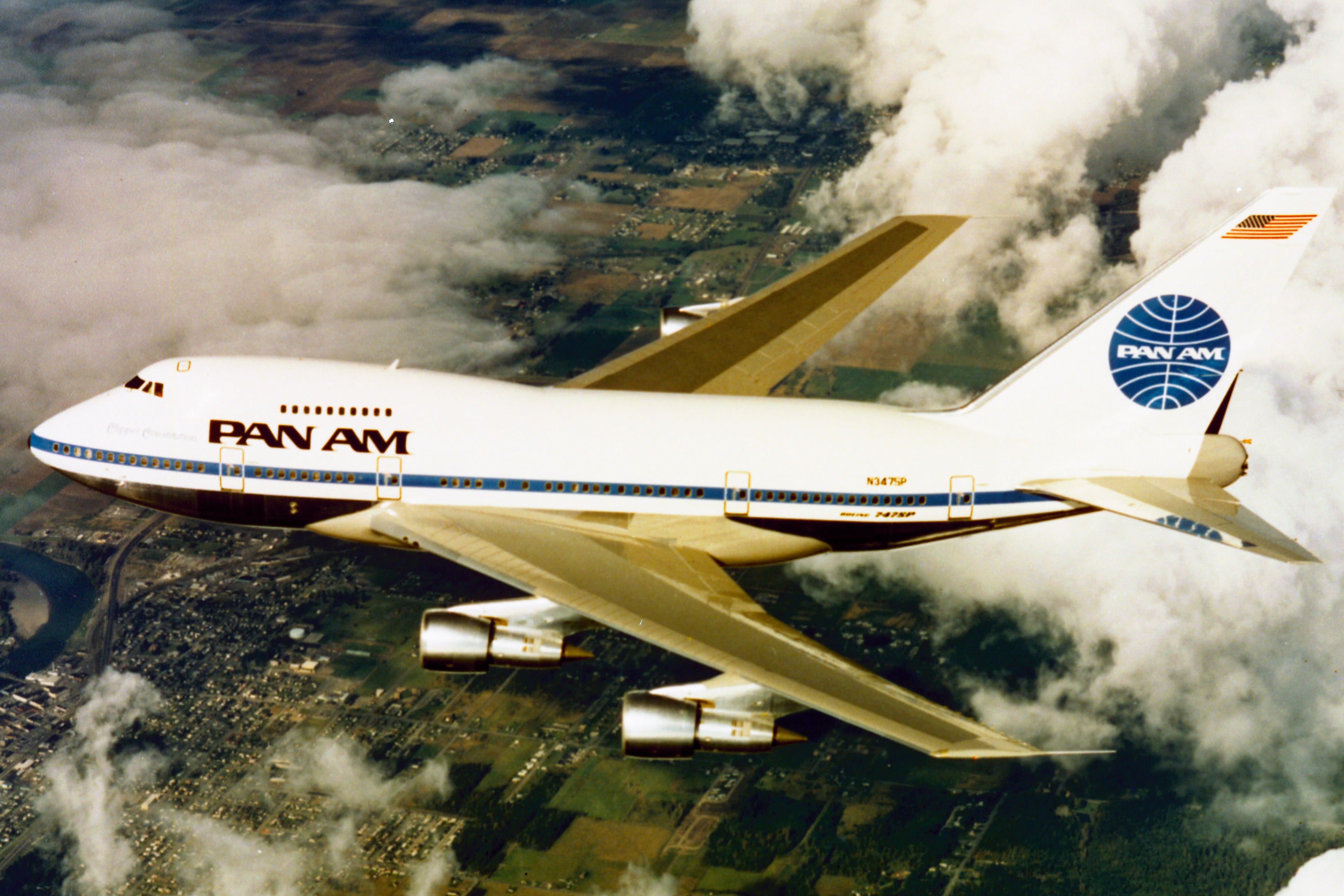
ボーイング747-SP

さらにその後1976年4月には、ボーイングに特注した超長距離型のボーイング747-SP（SP-スペシャル・パフォーマンス）型機により、世界初のニューヨーク-東京間の無着陸直行便を就航させた。当時は世界最長の無着陸定期路線であった。
当時ニューヨーク-東京便は、パンナム以外には日本航空とノースウェスト航空が運航していたが、日本航空はアンカレッジ経由（機材はダグラスDC-10）、ノースウェスト航空はシアトル経由（機材はボーイング747-100型）で運航していたため、両社の同路線から次々とビジネス旅客を奪う脅威となった。またボーイング747-SPは、サンフランシスコ-香港やニューヨーク-ブエノスアイレスをはじめとする超長距離路線の開拓や、世界一周路線にも投入された。

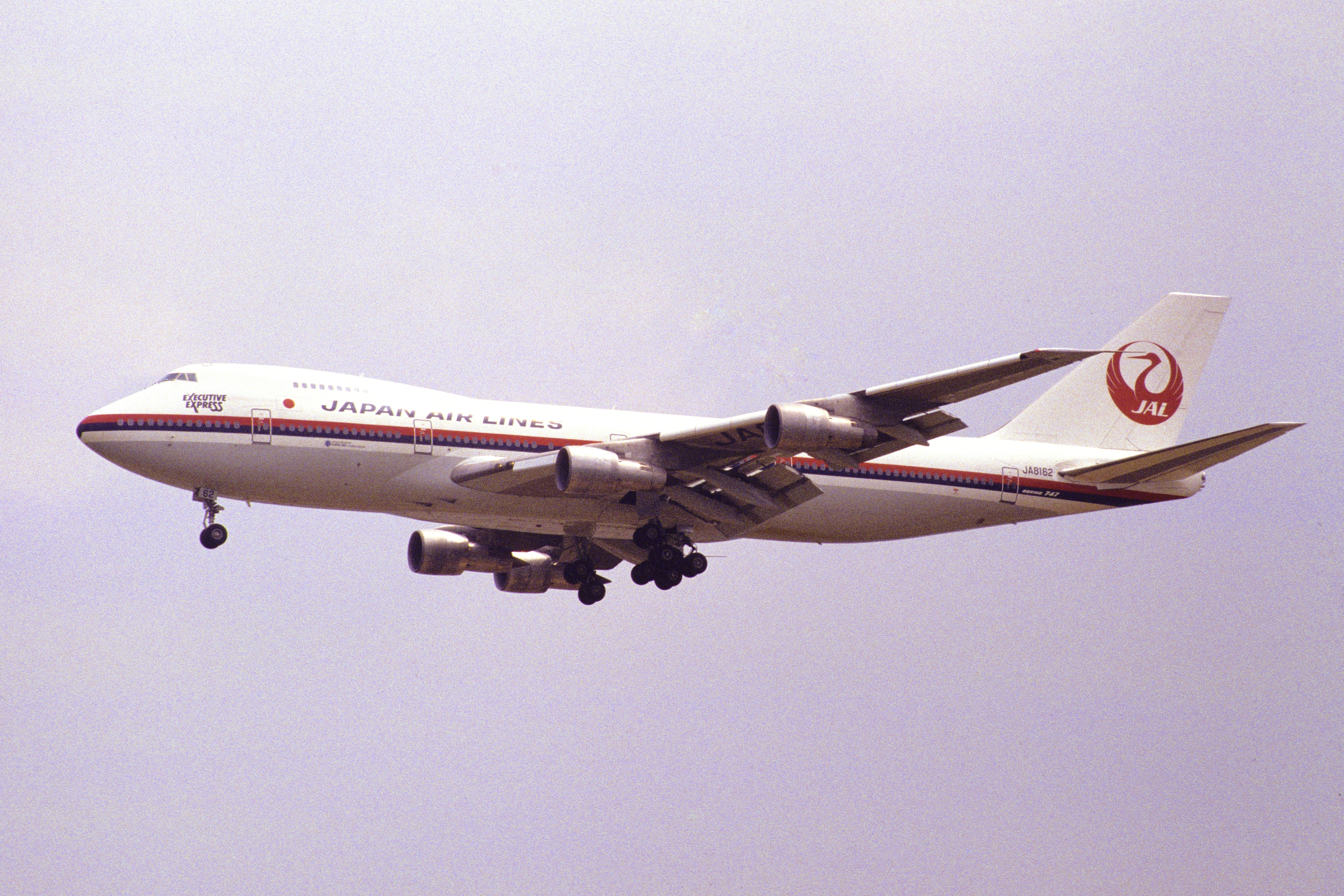
日本航空の B747-200B「エグゼクティブ・エクスプレス」

1977年10月28日には、Clipper New Horizons(N533PA)によるパンナム就航50周年を記念したチャーター便「Flight 50」にて、サンフランシスコ→北極経由ロンドン→ケープタウン→南極大陸経由オークランド→サンフランシスコと、旅客機による世界初の北極と南極の極圏航路を通過する地球縦断飛行を54時間7分12秒で達成している。
なおボーイング747-SPは、機体が短く座席当たりの燃費が悪いためにライバルの日本航空やノースウェスト航空は、ボーイングからの激しい売り込みがあったのにもかかわらず導入を見送った。日本航空は通常のボーイング747と同じ座席数を持ち、ニューヨーク-東京間の無着陸直行便を飛べる-200B型「エグゼクティブ・エクスプレス」を1983年以降に導入し、パンアメリカン航空に対し巻き返しを図った。
パンアメリカン航空もボーイング747-SPの燃費の悪さには手を焼いており、導入からわずか9年しかたたない1985年に同機を全部手放している。

### 黄金期の終焉

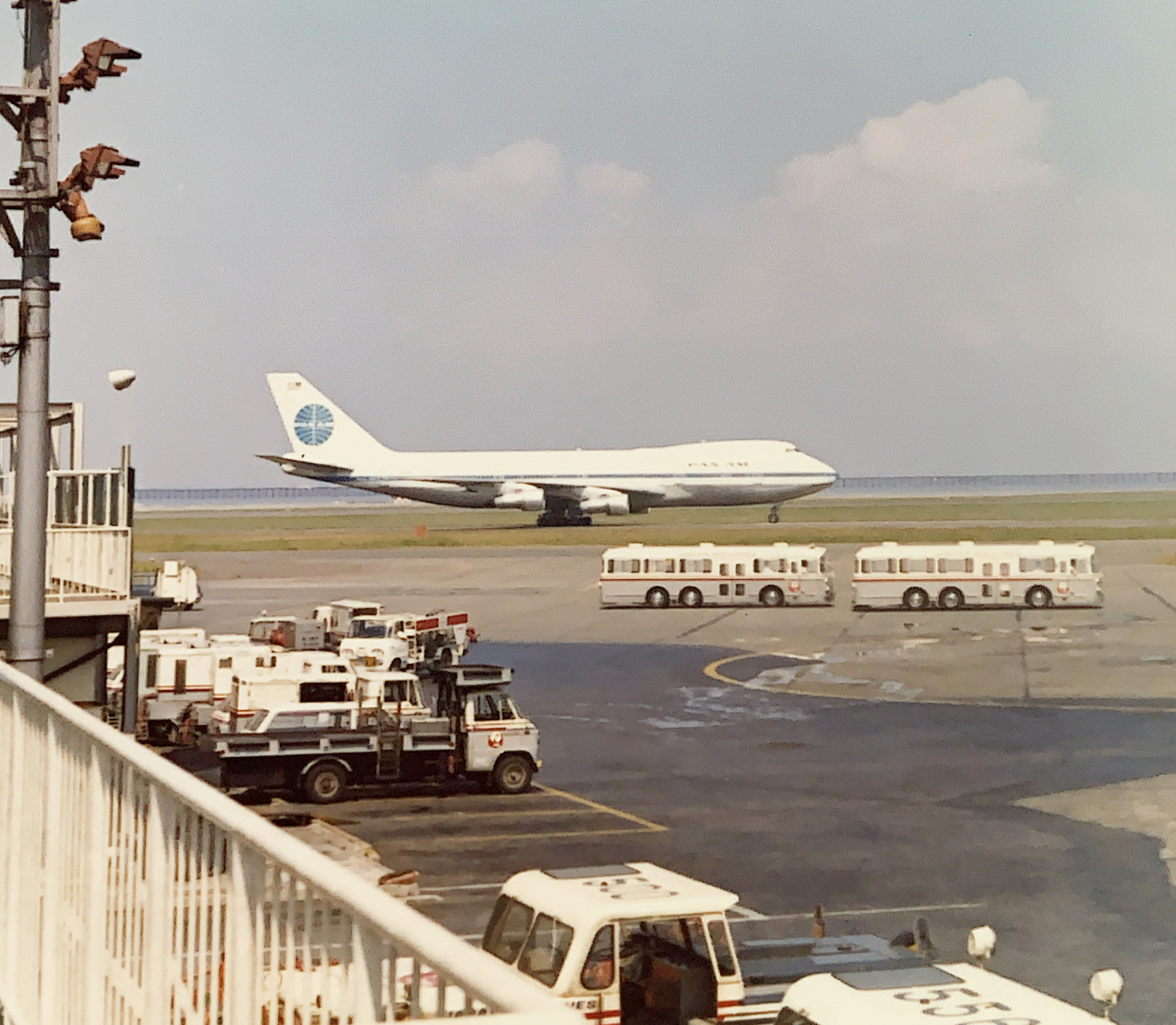
東京国際空港を滑走するボーイング747（1976）

この頃パンアメリカン航空は「世界で最も高い経験値を持つ航空会社（World's Most Experienced Airline）」（日本でのテレビコマーシャルなどでは「経験の香り」と言うコピーでこの言葉を表していた）を標榜し、（民間航空委員会（CAB）に守られた）高い収益と知名度、信頼性を誇り、まさに世界を代表する航空会社として振舞っていた。
しかし1970年代中盤には、自らがローンチ・カスタマーとなり1970年に導入したばかりのボーイング747の大量導入による供給過多と、価格競争による収益性の悪化が重くのしかかってきた（これは日本航空や英国海外航空、ルフトハンザドイツ航空やノースウェスト航空、エールフランス航空などボーイング747を初期に導入した航空会社も同様であった）。
さらに、1973年にアメリカ軍がベトナム戦争から撤収したことで、価格競争もなく高収益が見込めた軍や政府のチャーター便が大幅に減った。また1970年代初頭に起きたオイルショックによる燃料の高騰で体力が弱ってきたにも拘らず、労働組合の反対によりパイロットやスチュワーデスの高給をカットできず、高コスト体質のまま太平洋線、大西洋線等の高収益が見込めた国際線の競争が次第に激化していったことで慢性的な赤字経営に陥っていき、破談したもののトランス・ワールド航空との合併の交渉もおこなった。
第二次世界大戦前の民間航空の勃興期である1930年代中頃から、1978年に航空自由化政策（ディレギュレーション）が施行され、運賃競争が始まる約40年間がパンアメリカン航空にとっての「黄金期」であった。

### ディレギュレーションとナショナル航空買収
1978年10月24日にジミー・カーター政権による航空規制緩和法（Airline Deregulation Act,ディレギュレーション）が施行され、デルタ航空やアメリカン航空、ユナイテッド航空やコンチネンタル航空など、これまではカナダやプエルトリコなど近距離線しか飛べなかったアメリカの競合他社による国際線への進出が進んだことにより、価格競争がさらに激化したことからパンアメリカン航空も新たな収益源を模索することとなった。

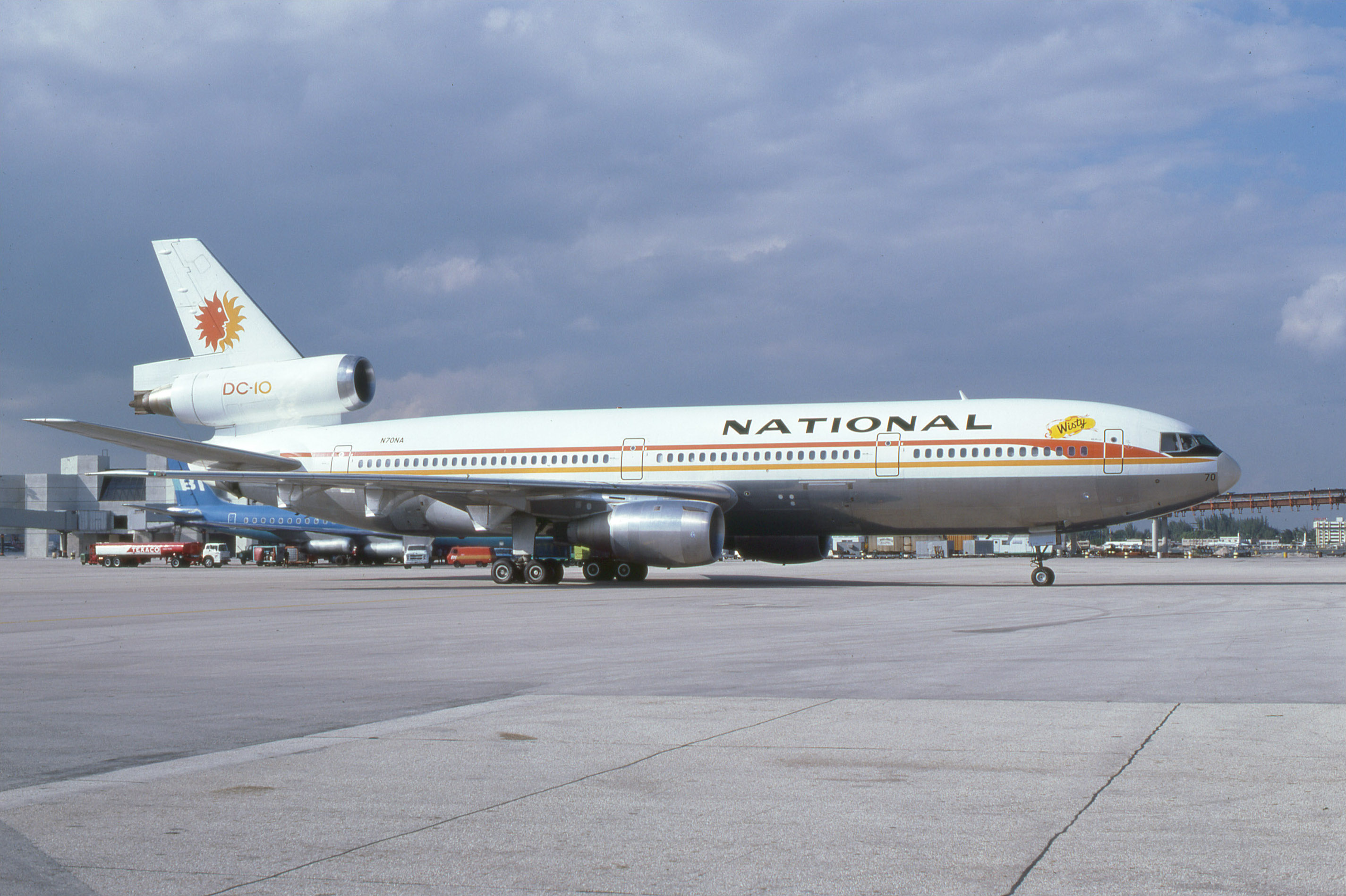
ナショナル航空のマクドネル・ダグラスDC-10

ディレギュレーションの施行を受けて他社の国際線への進出が可能になったことと引き換えに、パンアメリカン航空にも幹線以外の国内線への進出が可能になったことを受けて、これまでは規制のために脆弱であった国内線網の充実を図り、1980年10月26日に、アメリカ東海岸を中心とした国内路線と国際路線網を持っていた中堅航空会社であるナショナル航空を買収した。
これにより、これまでは他社に奪われていた国際線からの乗り継ぎ客を自社便にそのまま乗り継がせることや、国際線用機材を運航の間合に国内線に投入することで運航効率の向上を図った。

### ナショナル航空買収の失敗

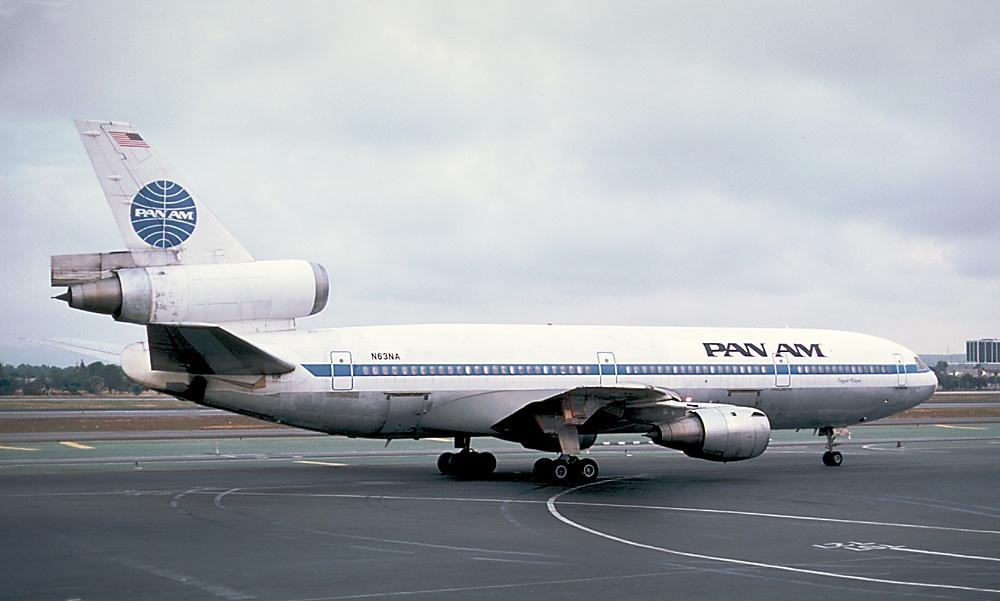
ナショナル航空からパンアメリカン航空塗装になったDC-10-10

しかし、東海岸地域の路線を主に運航する中堅航空会社だったナショナル航空の国内線路線網は、ユナイテッド航空やイースタン航空、アメリカン航空などの大手に比べ脆弱であったことや、両社の運航機材の多くが別々のものであったこと（たとえば、パンアメリカン航空はボーイング747に次ぐワイドボディ機としてロッキード L-1011 トライスターを運航していたものの、ナショナル航空は同規模の大きさを持つマクドネル・ダグラスDC-10を運航していた。さらに短距離型の-10型であった）などから、整備や運航支援システムのみならず、運航および客室乗務員の訓練への投資が必要となった。
また、ナショナル航空が乗り入れていた空港カウンターのパンアメリカン航空への改修や、機材や地上機材の再塗装、乗務員の制服の統一と再訓練、予約システムの統合などにも多額の投資を必要とした。
さらにアメリカの中規模の国内航空会社と同程度であったナショナル航空の従業員の賃金形態や福利厚生を、「業界随一」とまで言われた高賃金であったパンアメリカン航空に合わせる等、結果的にナショナル航空の吸収合併による収益の拡大も期待したほど得られないばかりか、経営合理化による収支の改善効果はほとんど得ることもなく、結果的にパンアメリカン航空の経営状況を決定的に悪化させる結果となった。

### 資産と事業の売却

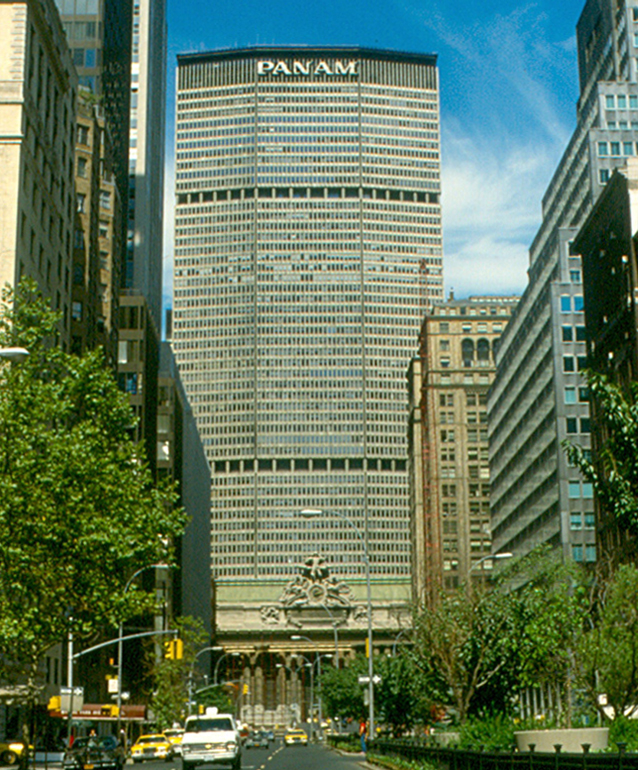
パンナムビル

ナショナル航空の買収の失敗に合わせて、従業員の賃金形態の健全化による赤字体質の改善は組合の反対で全く進まず、その上に度重なる事故などにより経営は急速に悪化。1971年のCOO兼社長就任以降、ボーイング747SPによる超長距離路線の開拓や、ナショナル航空の買収をはじめとする積極的な事業拡大を先導したウィリアム・T・シーウェルCEOが、ナショナル航空の買収からわずか10か月後の1981年8月に、これらの事業拡大の責任を取り辞任した。
同年9月には、ブラニフ航空やエア・フロリダCEOを歴任した経験を買われ、新たにCEOに就任したC・エドワード・アッカーの元で、ニューヨークの本社ビル「パンナムビル」を4億ドルでメトロポリタン・ライフ生命保険に売却した他、インターコンチネンタルホテルチェーンをグランド・メトロポリタングループに売却するなど、次々と本業に直接関係のない資産、事業の売却を進め、この資金を元手に本業に集中することで経営状況の回復を狙った。

### 世界一からの転落

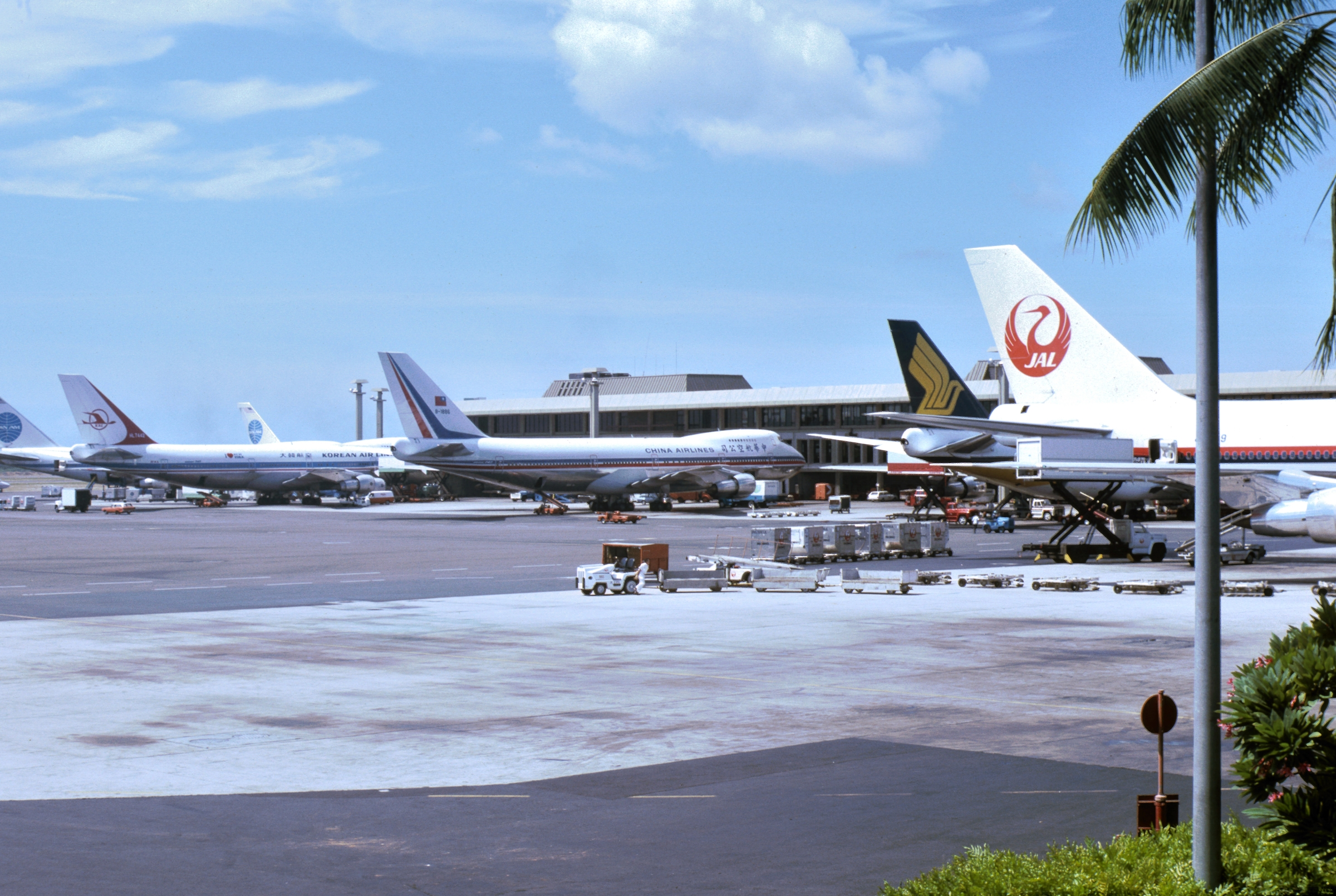
ホノルル国際空港。パンアメリカン航空に並び、日本航空やシンガポール航空、大韓航空のボーイング747が並ぶ（1981年）

しかし、パンアメリカン航空の航空規制緩和法の導入以降の急激な経営状況のさらなる悪化と路線縮小、それに反比例した組合活動の先鋭化は1980年代に入りますます進んだ。さらにこの頃より、国際航空運送協会（IATA）非加盟航空会社で値引きが自由にできるシンガポール航空や大韓航空などの新興航空会社との競争にもされされることとなった。
1982年には、高度成長期と1964年の海外旅行自由化以降急成長を続ける日本のフラッグ・キャリアである日本航空に、国際航空運送協会の統計による旅客・貨物輸送実績世界一の座をついに開け渡した。また同年には、東京発ホノルル線で爆破事件が起きている。

### 「ドル箱」日本路線の売却

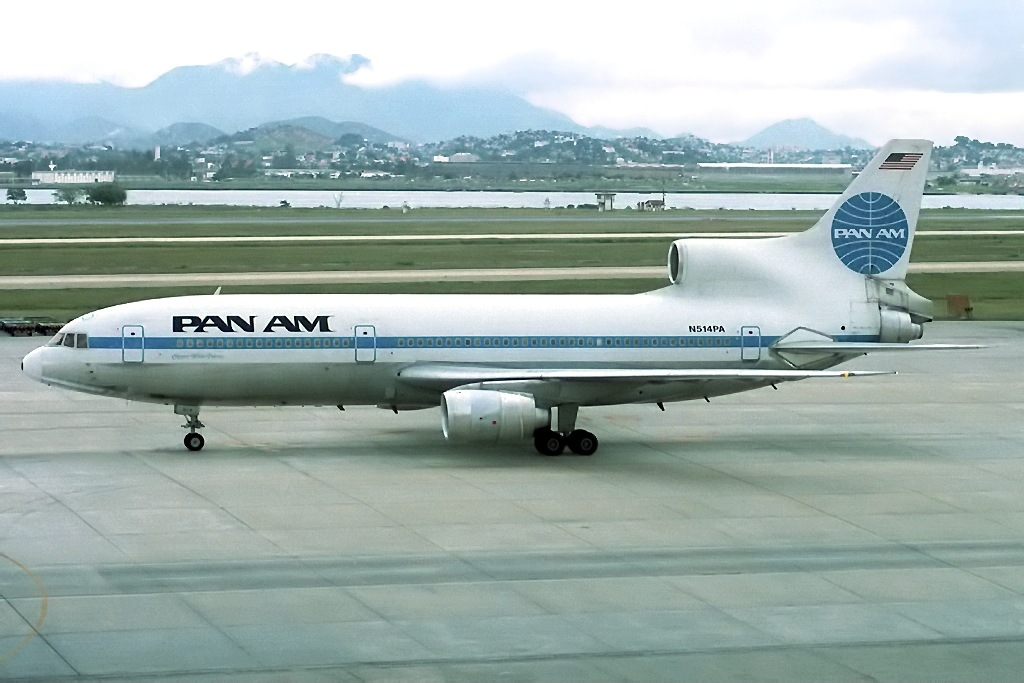
ロッキード L-1011

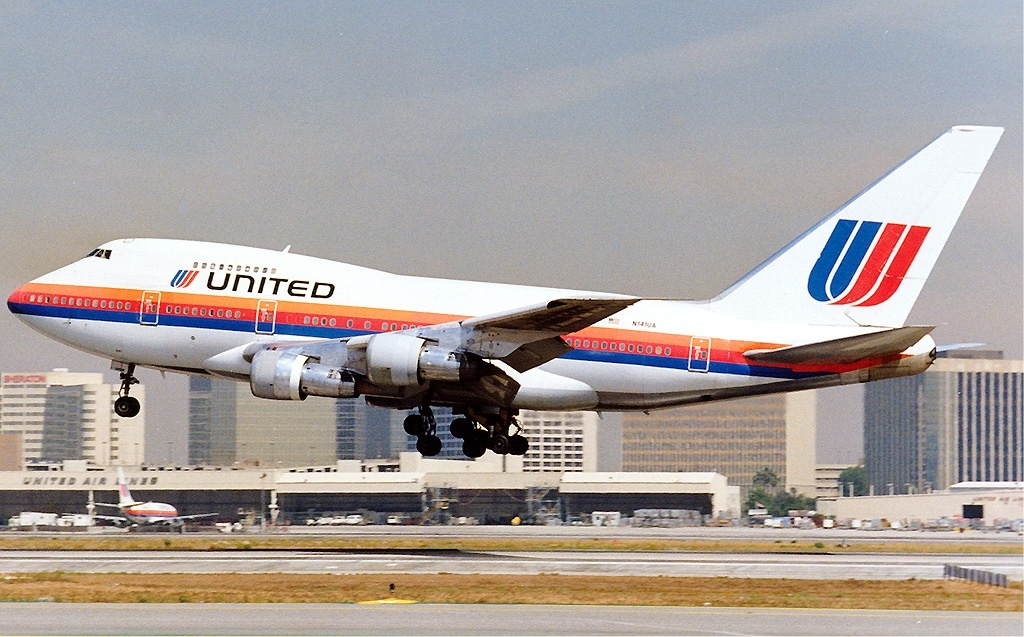
ユナイテッド航空に売却されたボーイング747SP

1984年にはさらなる経費削減を目的に、燃費効率のよい2人乗務機であるエアバスA300やエアバスA310、エアバスA320の導入と、経年化したボーイング747と同SP、ロッキード L-1011 トライスターとマクドネル・ダグラスDC-10の早期退役による置き換えを発表した。
さらに1985年には、日本路線を含むアジア太平洋地域の路線を、ハブ空港である新東京国際空港（現成田国際空港）の発着権やアジア諸国や日本国内の以遠権、社員や支店網、整備拠点や地上支援機材、アジア太平洋地域で運航していたボーイング747の経年機と同SP、ロッキード L-1011 トライスターとボーイング727の一部、さらに「インカンバント・キャリア（日米間路線における先入航空会社としての既存権利を所有する航空会社）」の権利ごと、当時わずかにシカゴ-シアトル-東京線のみしか運航していなかったユナイテッド航空に売却、1986年に手続きを終了した。
第二次世界大戦前からの長い歴史を持つアジア太平洋路線は、上記の日本航空やノースウェスト航空などとの熾烈な競争のみならず、IATA非加盟で政府からの支援を受けた、大韓航空やフィリピン航空、シンガポール航空などの発展途上国や新興国の航空会社の急成長による価格競争の激化によって、以前に比べて収益が低下傾向にあったものの、インカンバントキャリアとしての地位や以遠権などの既存利益を保持しており、依然としてパンアメリカン航空にとっては高収益が見込める路線であり、経営陣や株主からは売却することへの反対意見が続出した。
なお、アジア太平洋地域路線はハワイまでの国内路線のみを残し、日本の東京をハブとして運航していたアメリカ領土のグアムやサイパン路線や日本国内路線である大阪線、さらに第二次世界大戦前から就航していたマニラや香港、上海やシンガポール路線も、併せてユナイテッド航空に売却することとなった。これにてパンアメリカン航空は全路線の25パーセントを失うこととなった。

### 経営効率化推進

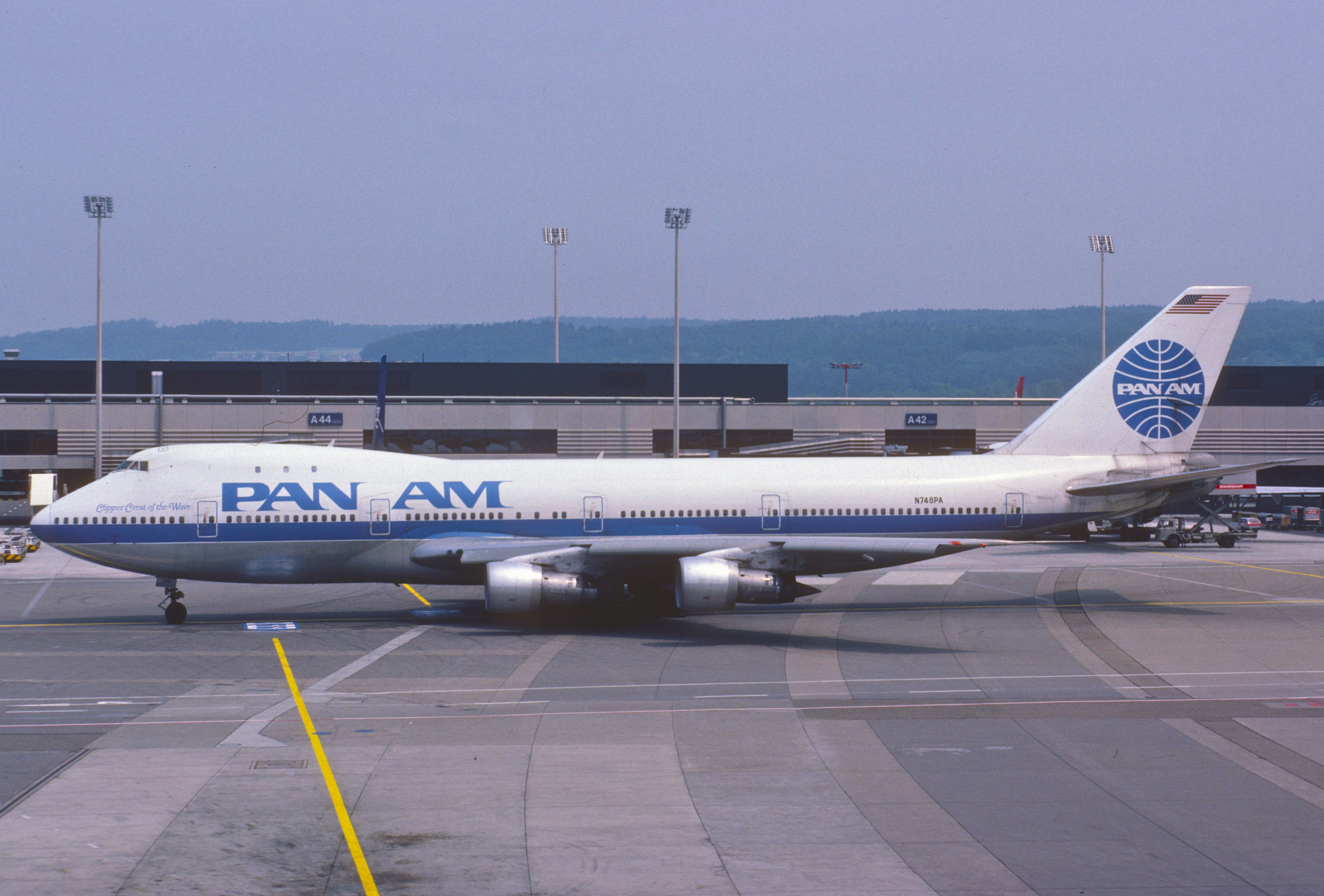
「ビルボード・タイトル」のテスト塗装のボーイング747-100

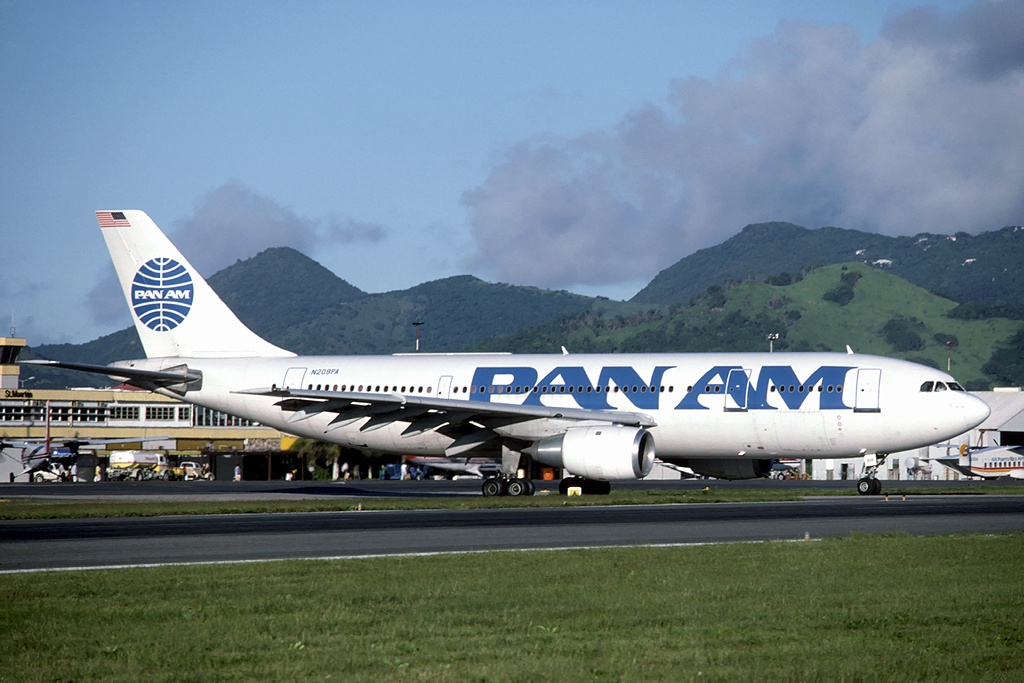
「ビルボード・タイトル」の正式塗装のエアバスA300

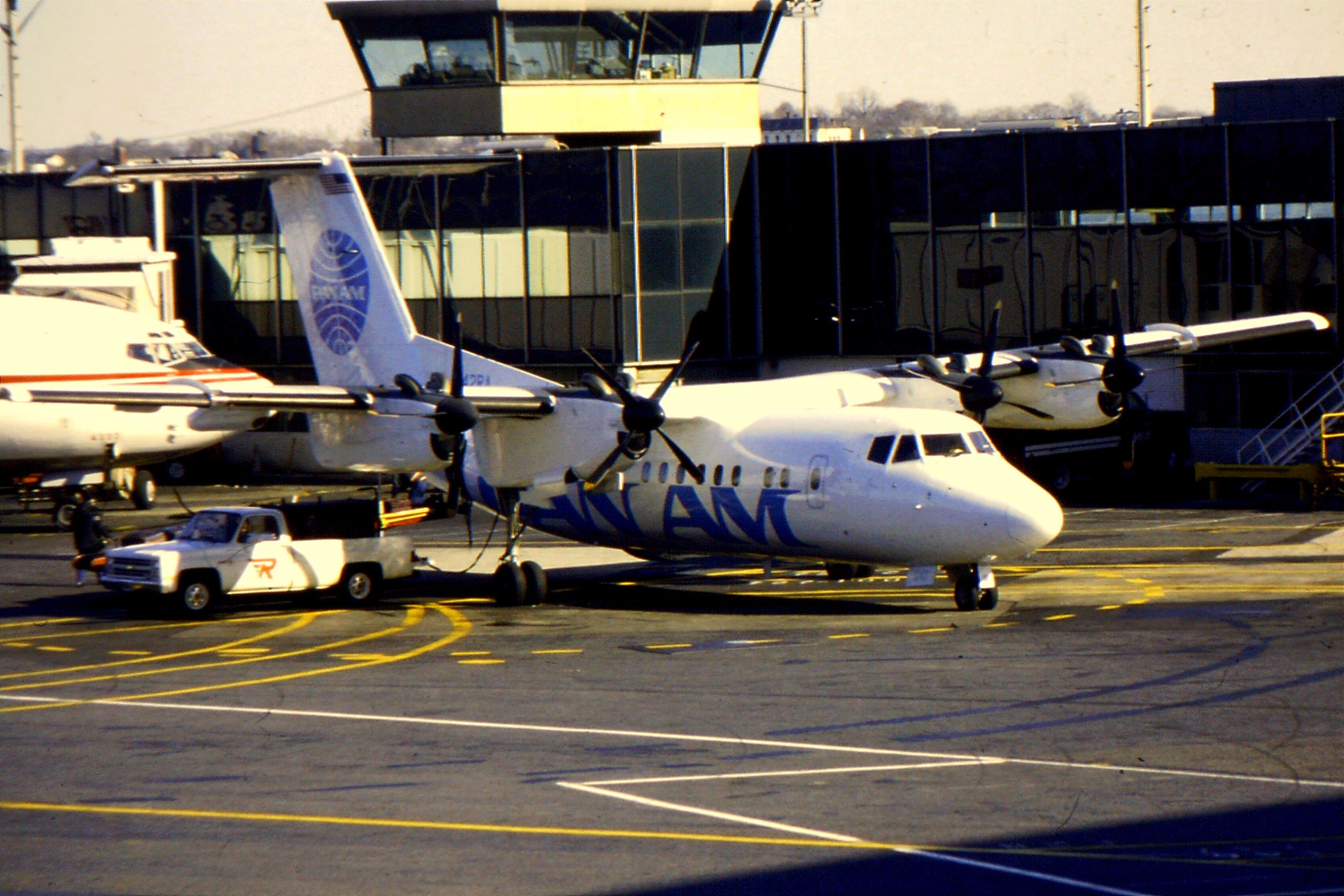
パンナム・エクスプレスのデハビランド ダッシュ7

しかし、これによりパンアメリカン航空は750万ドルの多額の運転資金と投資のための資金を得ることとなり、以降は「ビルボード・タイトル」と呼ばれた新塗装を導入しイメージを刷新した。
さらにアメリカ国内線やヨーロッパ路線、カリブ海方面やメキシコなどラテンアメリカの路線運航に集中する傍ら、アジア太平洋路線の売却に伴い所有する必要がなくなったボーイング747SPやロッキード L-1011 トライスターなどの、燃費効率の悪い長距離専用機材の放出を加速するとともに、これらの資金を経営効率を上げるために有効に活用することで経営状況の改善を図る方策へと出た。
1986年にはコミューター航空会社のランサム航空を買収、エメラルドエアやリパブリック航空などを傘下に収め、「パンナム・エクスプレス」に改名するとともに、ニューヨーク（ケネディ空港とラガーディア空港）とマイアミ発着のコミューター便と、西ベルリンのテーゲル空港からの西ドイツ国内やヨーロッパ圏内への発着便の運航を、新たに導入したATR 42やデ・ハビランド・カナダ DHC-7などの燃費効率のいいコミューター機で開始し、新たな顧客を獲得しようとした。

### パンナム機爆破事件
しかし、その後も賃金形態や雇用体質の健全化による赤字体質の改善は組合の反対で思ったように進まず、1988年にこれらの経営効率化を先導したアッカーCEOは辞任し、トーマス・G・プラスケットが新たにCEOに就任した。
その後、かつての高収益路線であり、バブル景気に沸く日本人観光客の旺盛な需要が予想されたホノルルからの日本路線復帰の計画が持ち上がり、これを新たな起爆剤にと考えたものの、同年12月にリビアの秘密工作員によって起こされた、いわゆる「パンナム機爆破事件」の影響で全て白紙になった。
アジア太平洋路線の売却で、一時的な運転資金のみならず将来のための投資資金ができ、アメリカ国内線やカリブ海、南アメリカ路線の増強を行った上に、日本路線復活を検討するなど経営状況に余裕ができてきたにもかかわらず、この爆破テロ事件で乗客の激減と多額の補償金の支払い、そしてブランドの毀損という致命的なダメージを受けてしまう。

### 更なる路線の切り売りと経営破綻

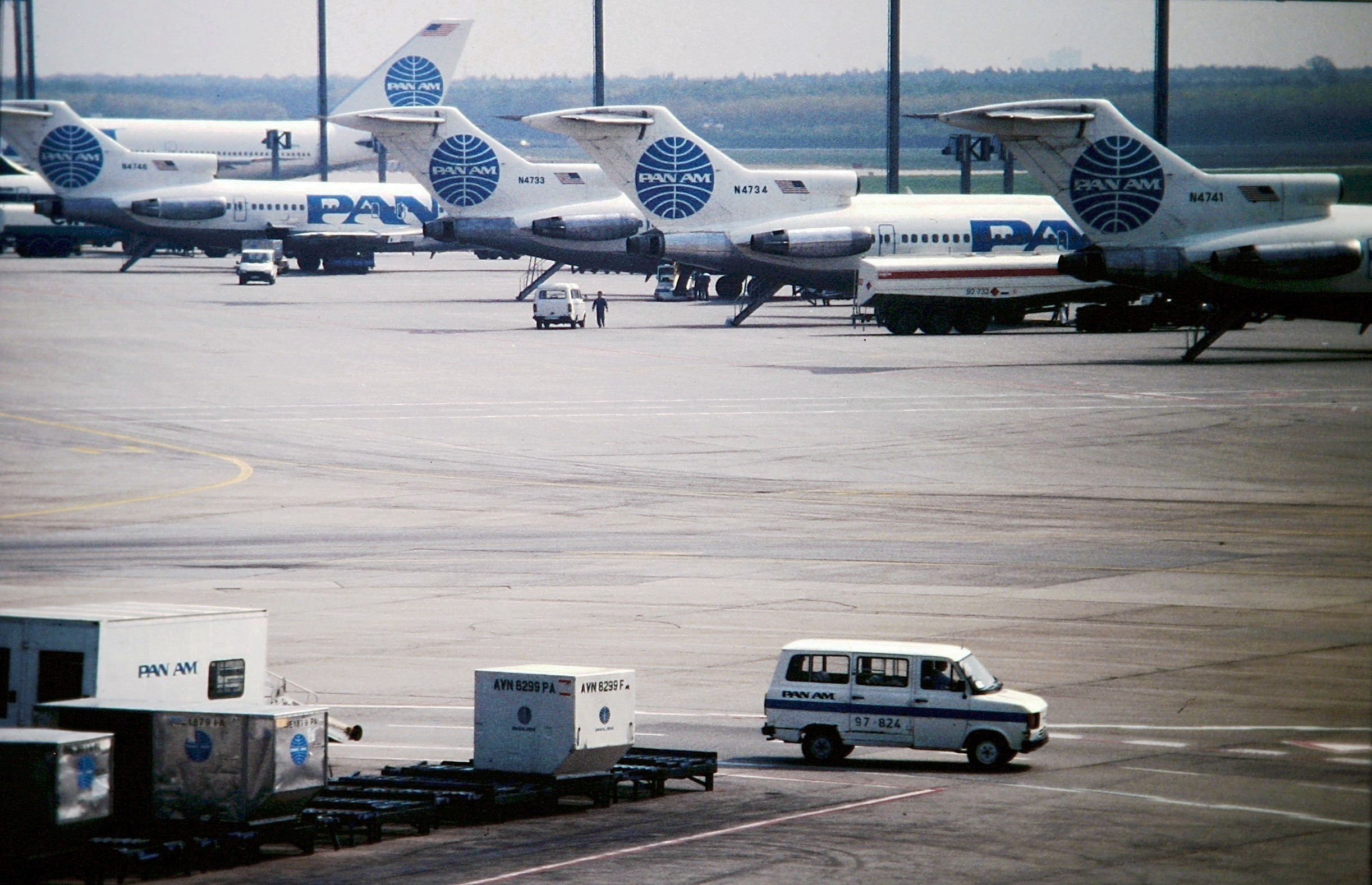
フランクフルト国際空港に並ぶパンナム機

爆破テロ事件で失った運転のためのつなぎ資金を得るために、事件の翌年の1989年には西ドイツ国内と西ベルリン間の路線をルフトハンザ航空に売却し、1990年10月には、日本路線と並ぶ高収益路線であったロンドンのヒースロー国際空港への路線を、イタリアやスイスなどへの以遠権を含む路線の権利やヒースロー国際空港のターミナル、ボーイング747やボーイング737の残りの機材とともにユナイテッド航空に売却した。
高収益路線の相次ぐ売却と資産売却を行い運転資金をひねり出したものの、労働組合の反対により給与削減を柱にした経営効率化計画がとん挫するなど経営状況はほとんど改善せず、さらに1990年8月に勃発したイラクによるクウェート侵攻による航空業界に対するダメージが拍車をかけ、ついに1991年1月には経営破綻と連邦倒産法の適用を宣言し、プラスケットCEOは責任を取って辞任した。
同時に運転のためのつなぎ資金を得るために、マイアミ発を除くすべてのヨーロッパ路線とフランクフルト国際空港のハブとヨーロッパ路線、ケネディ国際空港のパンアメリカン航空専用ターミナル「ワールドポート」、ラガーディア空港からボストンとワシントンD.C.へのシャトル便の路線の権利をデルタ航空へ売却することになった。さらにマイアミ国際空港発着を除く中南米路線のユナイテッド航空への売却を行った。

### 支援断念

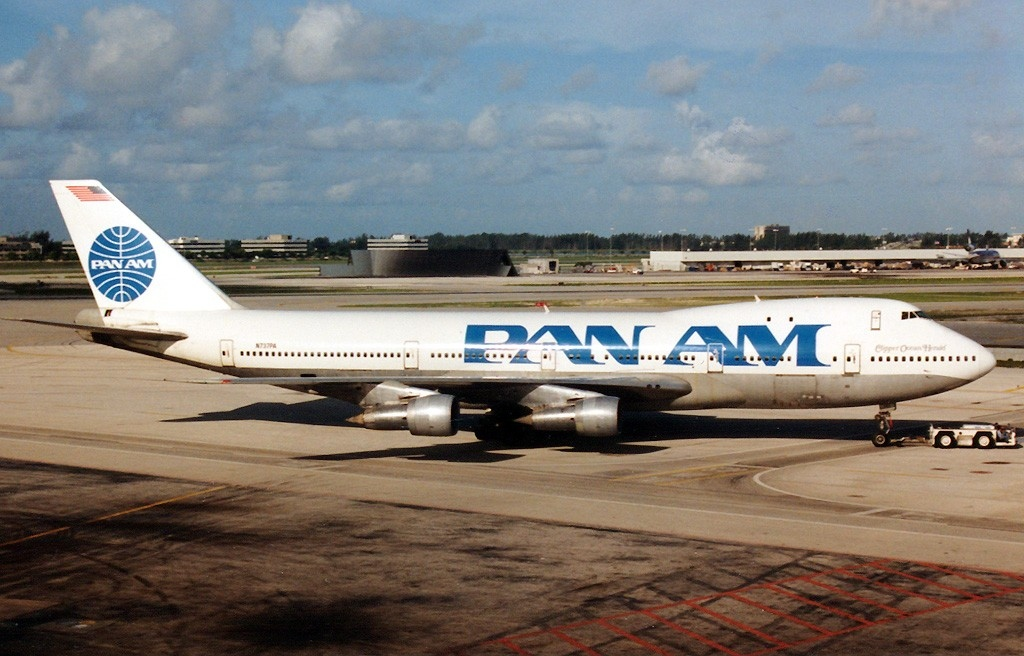
マイアミ国際空港でのボーイング747（1990年）

これらの相次ぐ売却により、創業当時の本拠地であったフロリダ州のマイアミ国際空港を本拠地とし、わずかに残ったボーイング747でマイアミ発のロンドン（ガトウィック空港）とパリ線を飛ばす他は、カリブ海周辺および南アメリカ路線、東部を中心とした国内線の運航を行う中規模航空会社として、デルタ航空の支援のもとで1991年10月にラッセル・L・レイ・ジュニアが新たなCEOに就任し、本社をニューヨークからマイアミに移転して経営再建を行うこととなった。
しかし、同年に勃発した湾岸戦争による国際線乗客激減と同時に起きた燃料高騰、そして最後の頼みの綱であったデルタ航空による支援策が、同社の大株主の反対を受け白紙撤回したことがとどめを刺す結果となった。

### 終焉

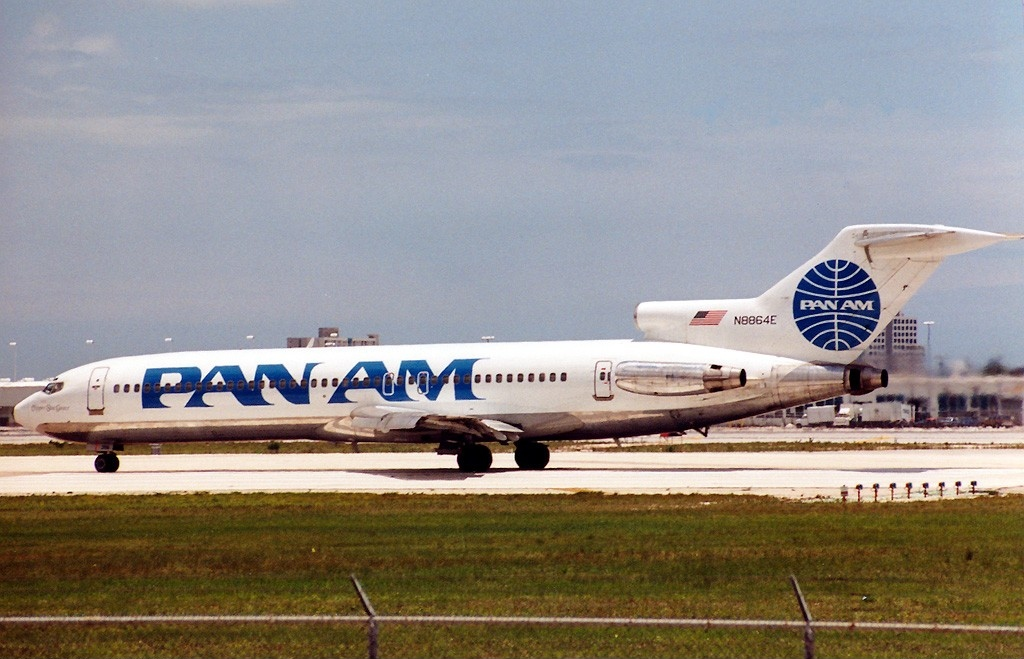
ボーイング727-200

パンナムはマイアミへの本社移転後も多額の損失を出し続け、1991年10月から11月までの収益は再編計画で予想されていた額を下回り、デルタ航空はパンナムが1日300万ドルの損失を出していると主張した。これはデルタ航空、ウォール街、そして一般旅行者の再編後のパンナムの存続に対する信頼を損なった。
パンナムの幹部は、1億ドルから2億ドルの不足が見込まれると述べ、デルタ航空に対し、翌週の運航を乗り切るだけでも2500万ドルの分割払いが必要だと説明した。12月3日夜、パンナムの債権者委員会は米国破産裁判所の判事であるコーネリアス・ブラックシアに対し、パンナムの運航継続のために1,500万ドルの投資をトランス・ワールド航空（TWA）に迫っていると報告した。TWAのオーナーであるカール・アイカーンとの合意は成立しなかった。パンナムは翌12月4日午前9時（現地時間）に営業を開始したが、1時間以内にレイCEOはパンナムの再建計画を撤回し、パンナムの即時閉鎖計画を実行せざるを得なくなった。
パンアメリカン航空は同日、ついに運航停止し、かつて世界中にその路線網を広げた名門航空会社は終焉を迎えた。これはデルタ航空のロン・アレンCEOと他の上級役員らが、感謝祭後の週末にパンナムが受け取る予定だった2500万ドルを支払わない決定を下したことを受けてのものである。
なお、最後の運航は同日東部標準時午後2時、バルバドスのブリッジタウンからマイアミへ向かう436便（ボーイング727-221ADV、機体記号N368PA、愛称：Clipper Goodwill 機長はMark Pyle）だった。運航停止により7,500人に及ぶ従業員が路頭に迷うことになり、アメリカの航空会社としてはイースタン航空が破綻したのに続く惨事であった。
パンアメリカン航空は、アメリカを代表する航空会社としてのみならず、まさに20世紀におけるアメリカの繁栄とその先進性を象徴する企業と見なされ、スタンリー・キューブリック監督の映画「2001年宇宙の旅」においてスペースシャトルの運航主体として想定されていたほどで、その終焉はアメリカ国民のみならず、全世界を驚嘆させる出来事となった。
破産と同時に、「パンナム・エクスプレス」のトランスワールド航空への売却（と同社のベルリンとマイアミハブの閉鎖）を行なった。さらに1992年にはマイアミ国際空港のターミナルをアメリカン航空とユナイテッド航空へ譲渡し、同年に「パンアメリカン航空」の商標権や残存資産が管財人により競売にかけられたことで、パンアメリカン航空はこれをもって消滅した。

## 「新パンナム」
ここでは便宜上「パンアメリカン航空」と表記するが、正確には英語社名は「Pan American Airways」であり、1991年までの旧会社「Pan American World Airways」とは社名が異なる。

### 1996年-1998年

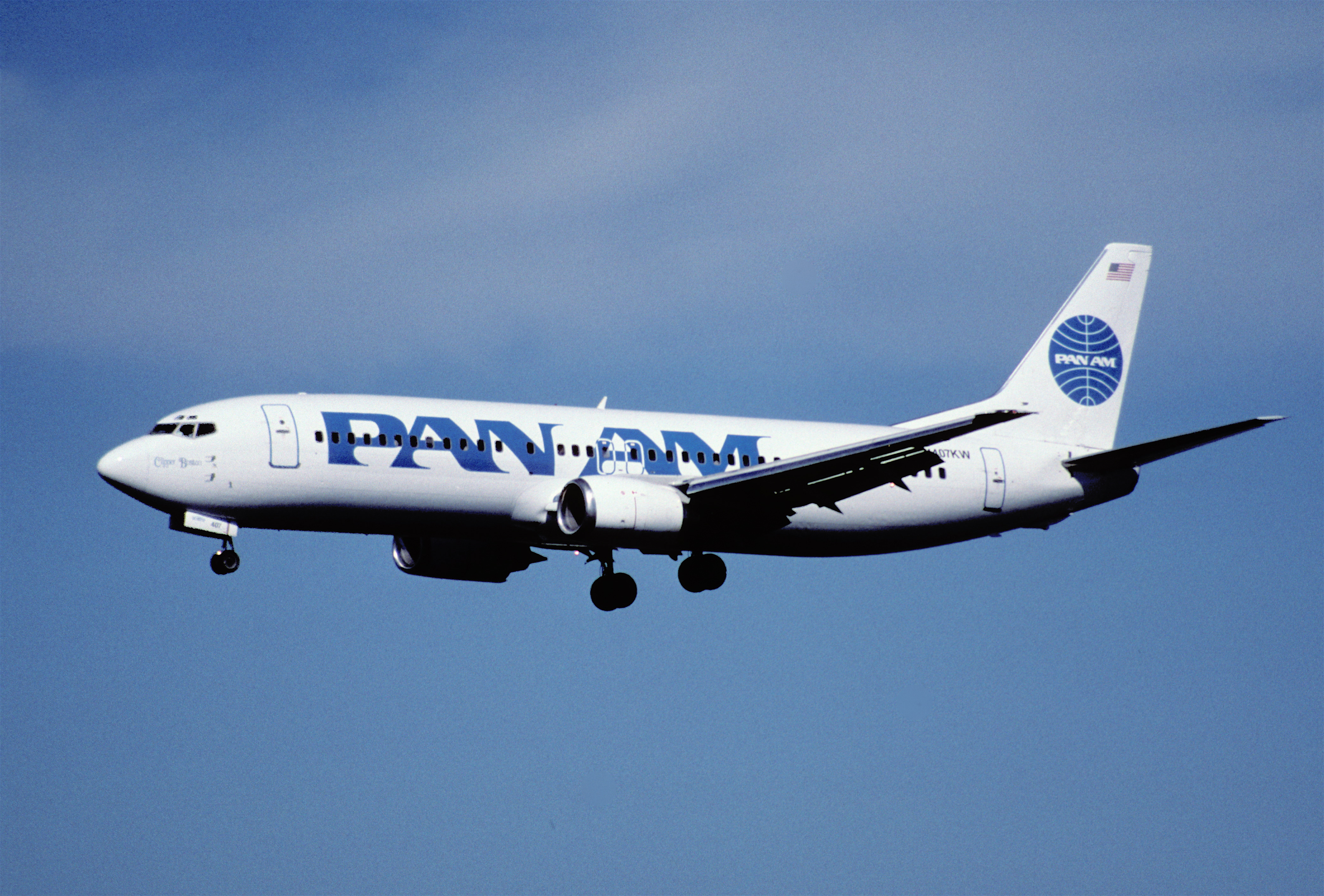
「新パンナム」 のボーイング737-400（1998年）

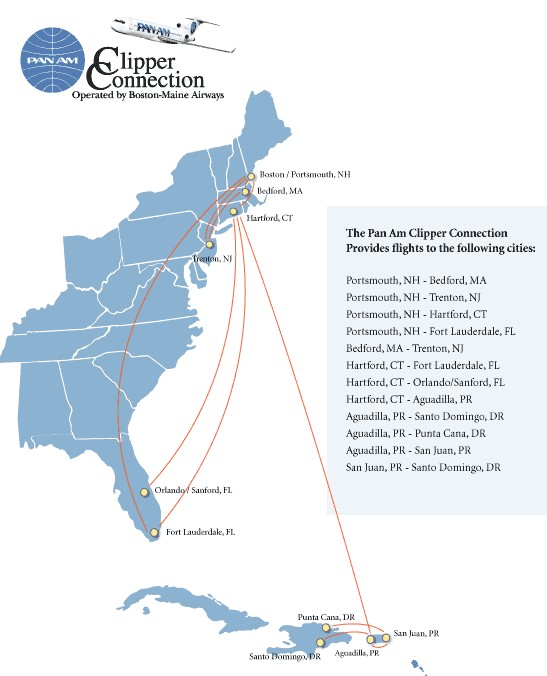
2005年当時の路線図

パンナムの商標を買い取った元アイスランド大使のチャールズ・コブが、1996年に元パンアメリカン航空のエアバスA300やボーイング727などを使い「パンアメリカン航空（2代）」の運航を開始 (Pan American Airways (1996–1998)) 。名称はもちろん機材の塗装やロゴまで当時のまま使用し再生が期待された。1997年にはカーニバル航空 (Carnival Air Lines) を買収し傘下に置くが、1998年2月に両社とも破綻した。

### 1998年-2004年
2代目パンナムの破綻後、アメリカ中西部で鉄道事業を展開していたギルフォード・トランスポーテーション・インダストリーズ（後のパンナム・システムズ）が商標を引き継ぎ、1998年6月29日に「パンアメリカン航空（3代）」が設立され、翌1999年10月7日よりボーイング727やボーイング737-400を使い運航を開始した (Pan American Airways (1998–2004)) 。

### 2005年-2008年
3代目パンナムは2004年11月1日に運航を終了したが、同じ系列会社のボストン・メイン・エアウェイズ (Boston-Maine Airways) に機材が移管され、翌2005年2月17日より同社のブランド「パンナム・クリッパー・コネクション」（Pan Am Clipper Connection）として運航を再開。
ボストン-トレントン（ニュージャージー州）線やオーランド-サンフアン（プエルトリコ）線などを運航していた。しかし経営問題により運輸省から業務の取消決定を受け、2008年2月29日をもって運航停止となっている。

### その後
その後もパイロット養成を行う1980年設立の子会社「パンナム・インターナショナル・フライトアカデミー」 (Pan Am International Flight Academy) が「PAN AM」のロゴをそのままに存続している。
2019年現在、「パンナム」の商標は、パンナム・システムズが引き続き保有しており、パンナム鉄道等のグループ各社が使用していたが、同社は2022年にCSXコーポレーションに買収されている。

## 主な運航機材

### 引き渡し、運航を行った機材
- シコルスキーS-38
- シコルスキーS-40
- シコルスキーS-42
- マーチンM-130
- フェアチャイルド71
- ボーイング307
- ボーイング314
- ボーイング377
- ボーイング707
- ボーイング727
- ボーイング737
- ボーイング747
- ダグラス DC-4B
- ダグラス DC-6B
- ダグラス DC-7C
- ダグラス DC-8
- ダグラス DC-10（ナショナル航空からの引継）
- ロッキード コンステレーション
- ロッキード・トライスター
- エアバスA300
- エアバスA310

- シコルスキーS-40
- ボーイング307
- ボーイング314
- ボーイング377
- ボーイング707
- ボーイング727-100
- ボーイング727-200
- ボーイング737-200
- ボーイング747-100
- ボーイング747-200
- ボーイング747-SP
- ダグラスDC-4
- ダグラスDC-6B
- ダグラスDC-7C
- ダグラスDC-8-32
- マクドネル・ダグラスDC-10
- ロッキード・コンステレーション
- ロッキード L-1011 トライスター
- エアバスA300
- エアバスA310

### 発注のみの機材
- デ・ハビランド・コメット1
- ボーイング2707
- アエロスパシアル・コンコルド
- エアバスA320

なお、パンナムが発注したボーイング社製航空機の顧客番号（カスタマーコード）は21で、航空機の形式名は747-121,  747SP-21, 747-221Fなどとなっていた。

## 事故や事件
技術が発達していなかった黎明期より多数の便を運航していたこともあり、数十件の航空事故を起こしている。また、アメリカを代表する航空会社であったことから、テロやハイジャックの標的になることも多かった。

### 主な航空事故とテロ事件

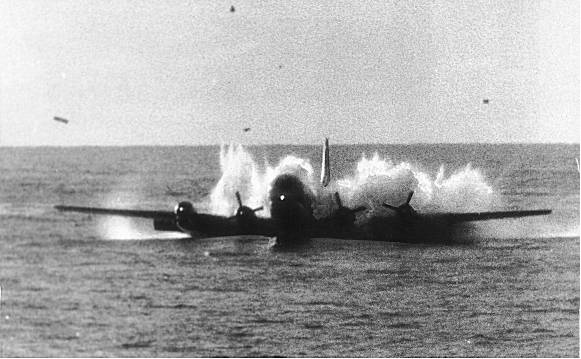
着水するPA006便

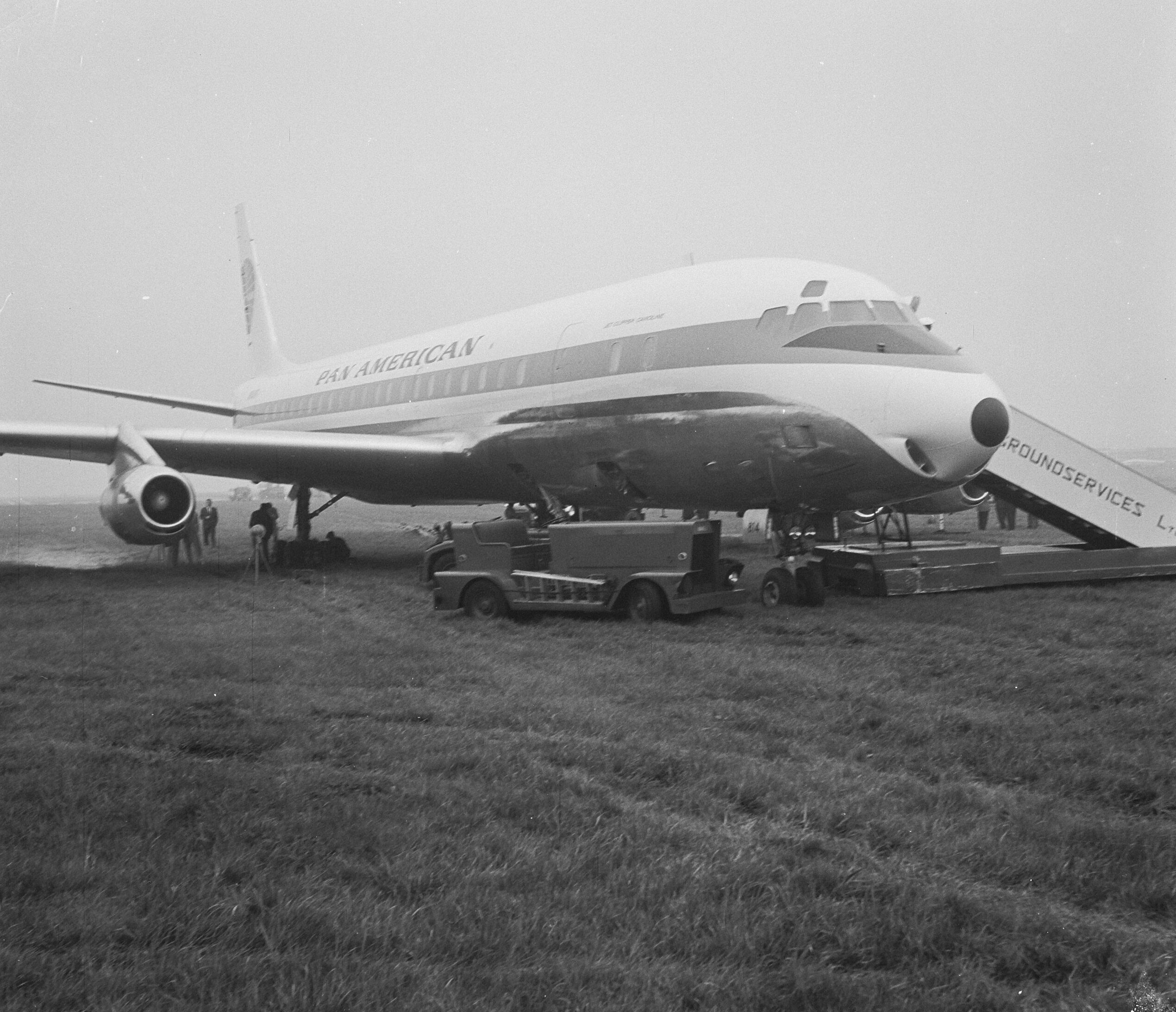
アムステルダムでオーバーランしたDC-8（1963年）

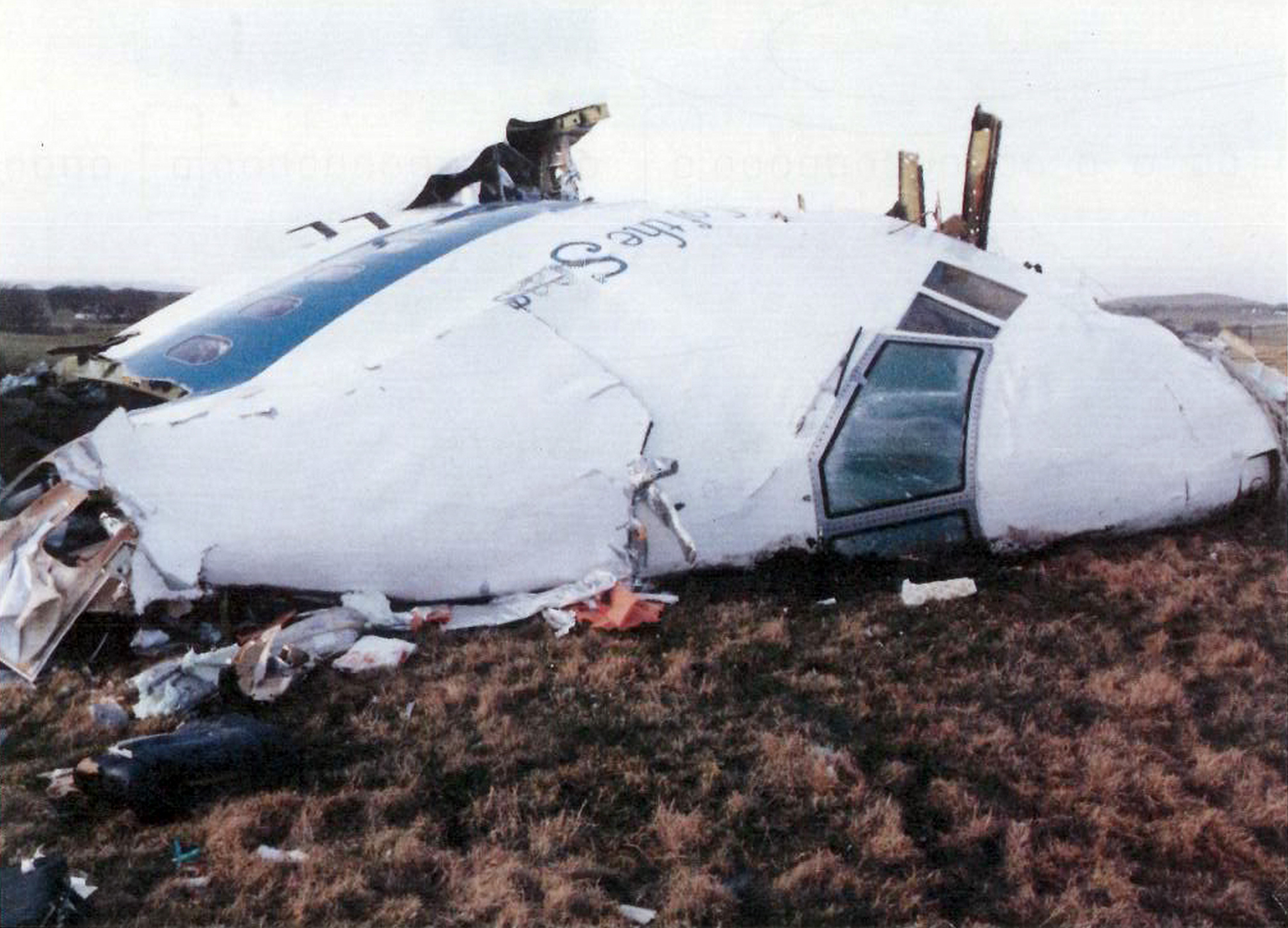
ロッカビーに墜落したPA103便

パンアメリカン航空526A便不時着水事故
1952年4月11日、526便（ダグラスDC-4）が、プエルトリコのサンフアンを離陸後、エンジントラブルのため引き返す途中に、海上に不時着水の後、水没。69人中52名死亡。
パンアメリカン航空202便墜落事故
1952年4月29日、202便（ボーイング377）が、プロペラの設計ミスでブラジル北部を飛行中に空中分解を起こし、墜落。50人死亡。
パンアメリカン航空006便不時着水事故
1956年10月16日、006便（ボーイング377）が、太平洋に不時着水した事故。不時着水から救助までの一部始終が映像に残ったことで知られている。
パンアメリカン航空007便失踪事故
1957年11月8日、007便（ボーイング377）が、サンフランシスコからホノルルへ飛行中に失踪。後に機体の残骸と乗客の遺体が漂流しているのが発見された。状況から緊急着水を試みたとされるが、事故原因は判明しなかった。44人死亡。
パンアメリカン航空214便墜落事故
1963年12月8日、214便（ボーイング707）が、飛行中に落雷によりメリーランド州に墜落。
パンアメリカン航空843便不時着事故
1965年6月28日、843便(ボーイング707)が、4番エンジンの爆発で翼が3分に1分離れた事故。 パイロットの落ち着いた対応でトラビス空軍基地 (英語版)不時着に成功。153人全員生存。
パンアメリカン航空292便墜落事故
1965年9月17日、292便（ボーイング707）が、着陸進入中にチャンスピークに墜落。30人死亡。
パンアメリカン航空708便墜落事故
1966年11月15日、708便（ボーイング727）が、着陸進入中にソ連統治下の東ドイツ地域に墜落。3人死亡。
パンアメリカン航空217便墜落事故
1968年12月12日、217便（ボーイング707）が、ベネズエラ・カラカスへ着陸進入中にカリブ海に墜落。51人死亡。
パンアメリカン航空799便墜落事故
PFLP旅客機同時ハイジャック事件
1970年9月6日、93便（ボーイング747）が、PFLPによりヨーロッパからアメリカに向かっていた他の航空会社の旅客機と同時にハイジャックされたものの、目的地のヨルダンのドーソン基地に着陸できずエジプトのカイロ国際空港に向かい、犯人グループが現地警察に投降し無事解決した。
パンアメリカン航空845便離陸衝突事故
1971年7月30日、845便（ボーイング747）が、途中経由地のサンフランシスコ国際空港での離陸時に発生した事故。死者なし。
パンアメリカン航空816便墜落事故
1973年7月22日、816便（ボーイング707）が、タヒチ・パペーテから離陸直後に太平洋に墜落。78人死亡。
パンアメリカン航空160便墜落事故
1973年11月3日、160便（ボーイング707）が、ローガン国際空港手前に墜落。3人死亡。
パンアメリカン航空812便墜落事故
1974年4月22日、812便（ボーイング707）が、着陸進入の準備中に山岳地帯に墜落。107人死亡。
テネリフェ空港ジャンボ機衝突事故
1977年3月27日、1736便（ボーイング747）とKLMオランダ航空 4805便（ボーイング747）が、スペイン領カナリア諸島のテネリフェ島にあるテネリフェ空港で離陸滑走中に衝突。583名死亡。死者数史上最多の航空事故。
パンアメリカン航空759便墜落事故
1982年7月9日、759便（ボーイング727）が、ニューオーリンズ国際空港を離陸直後に墜落。153人死亡。
パンアメリカン航空830便爆破事件
1982年8月11日、830便（ボーイング747）において、仕掛けられた爆弾が爆発。墜落は免れたものの、日本人の少年1人が死亡。
パンアメリカン航空73便ハイジャック事件
1986年9月5日、パキスタン・カラチの空港で73便がパレスチナ人テロリスト、アブ・ニダルらのグループによってハイジャックされ、同国軍部隊との銃撃戦などにより、乗客・乗員22人が死亡。
パンアメリカン航空103便爆破事件
1988年12月21日、103便（ボーイング747）が、イギリス・スコットランド上空において、リビアのテロリストによって仕掛けられた爆弾の爆発で空中分解して墜落し、乗員乗客259人と墜落現場の住民11人の計270人が死亡。

### 労働犯罪事件
東京都労働委員会は、パンアメリカン航空が正当性の無いロックアウトを実施し労働組合員の正当な就労権を妨害したとして、1964年（昭和39年）12月18日に労働委員会規則第59条に基づく警告を通知した。

## 遺産

### コレクターズアイテム

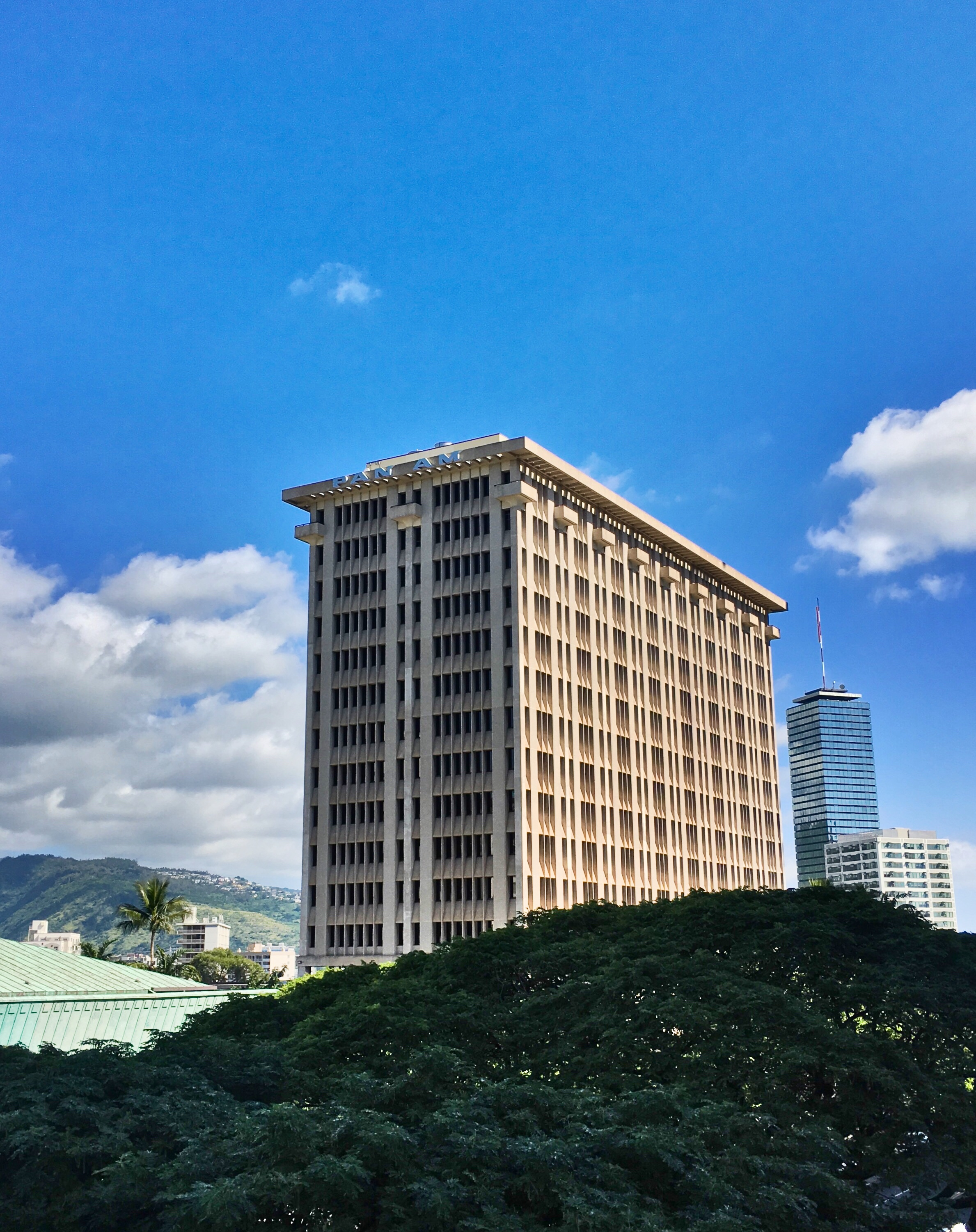
パンナムビル（ハワイ州アラモアナ、2018年）

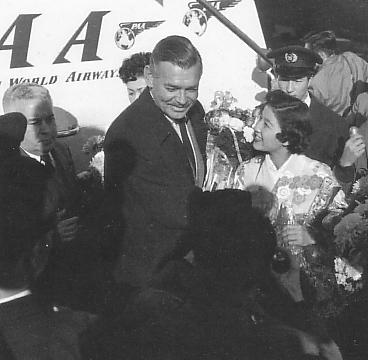
クラーク・ゲーブルの来日時（1954年）

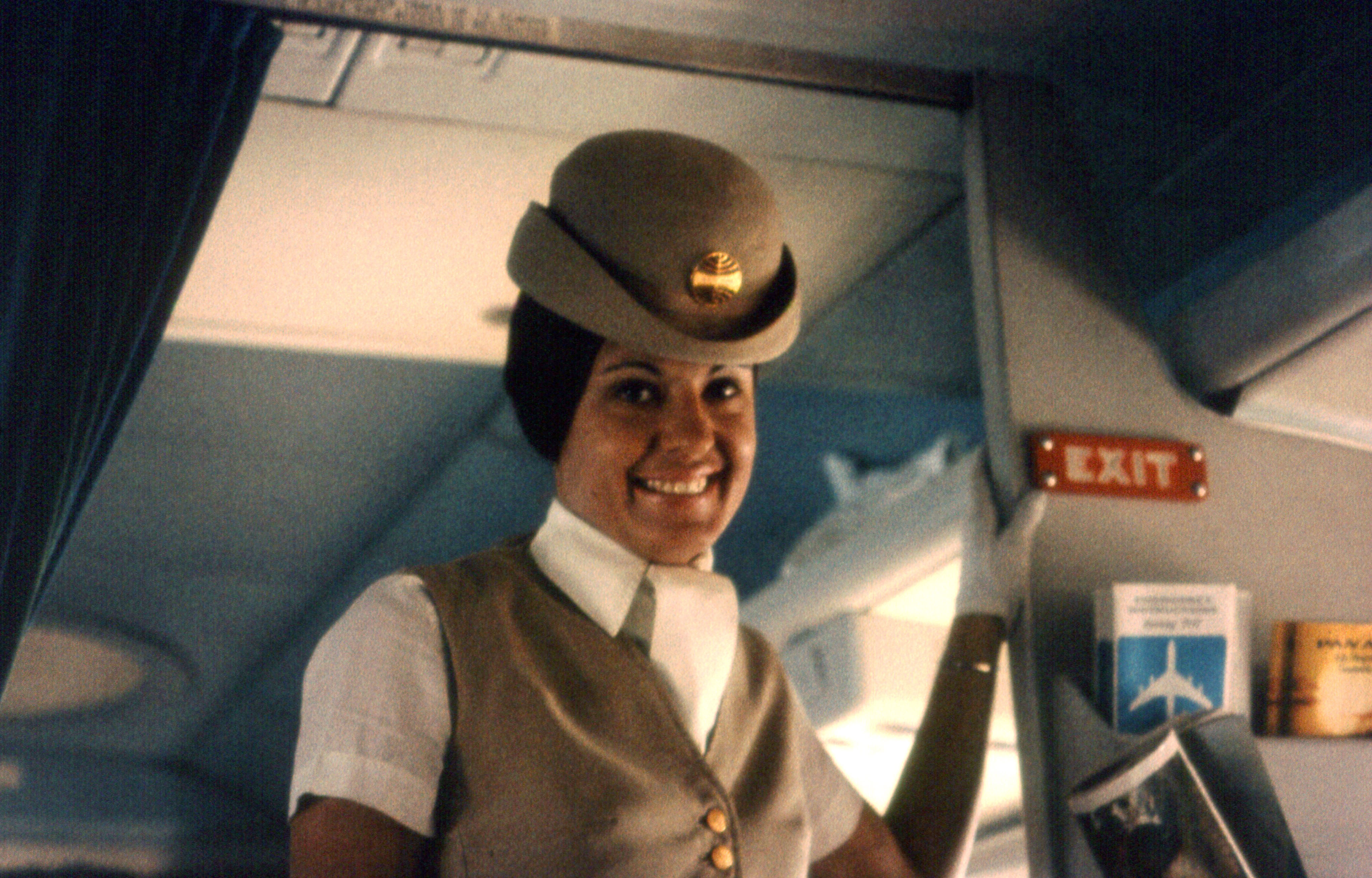
客室乗務員（1970年代前半）

1950年代（日本においては1970年代）以前の飛行機での旅行がまだ高嶺の花だったころ、パンアメリカン航空は、時代の最先端を行く象徴の1つとして捉えられていたことから、現在においても当時の広告や制服、機内サービス備品などのグッズなどがコレクターズアイテムとして取引されている他、日本においてもザ・スパイダースやピチカート・ファイヴ、砂原良徳など様々なアーティストが好んで使用している。

### パンナムビル
2018年現在、ホノルルのアラモアナ地区には「パンナムビル」が残っており、ニューヨークの物とは違い所有者が変わっても、「PAN AMERICAN」のロゴと呼称はそのまま残っている。現在は、ドン・キホーテグループが所有している。

### パンアメリカン航空が登場する映画・テレビドラマ
海外へロケや公演に向かうアメリカの映画スターや歌手に頻繁に利用され、その姿がニュース映画などで取り上げられることも多かったうえに、パンアメリカン航空の黄金期であった1930年代から1970年代に撮影された映画や、その頃を時代背景とする映画やテレビドラマの多くにパンアメリカン航空の機材や社員、パンナムビルが登場（プロダクトプレイスメントの一環）している。
日本映画では東宝が積極的にタイアップしていたため、日本を舞台とした洋画の『007は二度死ぬ』における日本側の製作協力に東宝が関わったのは、当社を通じた関わりによるものだった。また、（制作当時は近未来であった）21世紀を舞台としたSF作品にも登場した例もある。
海外へ渡航する際にパンアメリカン航空を利用する設定とし、自社機の離着陸シーンや機内のシーンを組み込むことを条件に、出演者や撮影スタッフの航空券を提供するなどの形で数々の作品でスポンサーを務めた。会社消滅後も、さまざまな映画やテレビドラマで扱われている。
- お茶漬の味
- 社長シリーズ
  - 社長洋行記
  - 続・社長洋行記
  - 社長外遊記
  - 続・社長外遊記
- 東宝クレージー映画
  - 香港クレージー作戦
  - クレージー黄金作戦
  - クレージーの怪盗ジバコ
  - だまされて貰います
- 007シリーズ
  - 007 ドクター・ノオ
  - 007 ロシアより愛をこめて
  - 007 死ぬのは奴らだ
- 若大将シリーズ
  - ハワイの若大将：ホノルル
  - アルプスの若大将：ジュネーヴ、ウィーン、ローマ
  - レッツゴー!若大将：香港
  - 南太平洋の若大将：ホノルル、タヒチ
  - リオの若大将：リオ・デ・ジャネイロ
  - ニュージーランドの若大将：ニュージーランド
- 2001年宇宙の旅（民間スペースシャトルとして架空のパンナム機が登場）
- ブリット
- ブレードランナー
- キャッチ・ミー・イフ・ユー・キャン （ミュージカル化作品にも登場）
- アビエイター
- モスラ（劇中の架空国家ロリシカ行きの便）
- ゴジラ・ミニラ・ガバラ オール怪獣大進撃（劇中の架空の島怪獣島行きの便）
- フック（劇中で主人公ピーター・バニングの一家が妻の実家のあるイギリスに里帰りした便）
- PAN AM/パンナム - 当社そのものを主題とした作品。2011年秋から2012年春にかけて放送（時代設定は1963年）
- フランケンシュタインの怪獣 サンダ対ガイラ
- 東京警備指令 ザ・ガードマン
- 幻魔大戦 (映画)
- いだてん〜東京オリムピック噺〜（第6回に羽田に着陸するパンナムのボーイング707が登場）